# Bundesautobahn 66
Die Bundesautobahn 66 (Abkürzung: BAB 66) – Kurzform: Autobahn 66 (Abkürzung: A 66) ist eine Autobahn im deutschen Bundesland Hessen und führt von Wiesbaden über Frankfurt am Main und Hanau nach Fulda. Im Frankfurter Stadtgebiet besteht eine Baulücke.
Die Autobahn bildet in ihrem westlichen Teilstück eine wichtige Verbindungsstrecke innerhalb des Rhein-Main-Gebiets und nimmt dort in erster Linie den Lokalverkehr auf. Das östliche Teilstück bildet eine Alternativroute zur BAB 5 zwischen Süd- und Osthessen und erschließt außerdem die Region um Fulda.
Abschnitte der Autobahn werden auch als Rhein-Main-Schnellweg (Wiesbaden–Frankfurt) und Kinzigtalautobahn (Hanau–Fulda) bezeichnet. Ein weiterer umgangssprachlicher Name ist, in Anspielung auf den berühmten ehemaligen US-Highway, Route 66.
Vom 18. Juni 2021 bis zum 17. Dezember 2023 war die A 66 zwischen den Anschlussstellen Wiesbaden-Biebrich und Wiesbaden-Mainzer Straße wegen des Neubaus der Salzbachtalbrücke gesperrt. Eine Umfahrung war über die A 60, die A 67 und die A 643 möglich. Der Neubau des südlichen Teils der im November 2021 abgerissenen Brücke wurde am 18. Dezember 2023 feierlich eröffnet; der Nordteil soll voraussichtlich 2025 fertiggestellt werden.

## Verlauf

### Wiesbaden – Frankfurt
Die Autobahn beginnt in Höhe der Anschlussstelle Wiesbaden-Frauenstein als Fortführung der ebenfalls vierstreifigen und autobahnähnlich ausgebauten B 42, von Rüdesheim. Am Schiersteiner Kreuz wird die BAB 643 gekreuzt, die das westliche Stück des Mainzer Autobahnrings bildet. Es folgt ein kurzer Abschnitt der BAB 66 durch den Wiesbadener Stadtteil Biebrich, der den nördlichen Abschnitt des Rings bildet. Nach Überquerung des Salzbachtals beginnt an der Anschlussstelle Wiesbaden-Mainzer Straße die BAB 671, der den Ring östlich abschließt. Die Verbindung zwischen beiden Autobahnen ist dabei jedoch nicht durchgehend, sondern teilweise durch Ampelanlagen unterbrochen. Nach dieser Anschlussstelle führt die BAB 66 nun sechsstreifig am Stadtteil Erbenheim vorbei und verlässt das Wiesbadener Stadtgebiet. Bei Hofheim-Wallau kreuzt sie am Wiesbadener Kreuz die BAB 3 (Emmerich–Passau).
Der nun folgende Abschnitt führt durch den Main-Taunus-Kreis und bindet in erster Linie die westlichen Vororte von Frankfurt am Main an. Über die am Krifteler Dreieck abzweigende autobahnähnliche B 40 sind der Industriepark Höchst, ein wichtiger Standort der chemischen und pharmazeutischen Industrie, und der Frankfurter Flughafen angebunden. Anschließend wird das Frankfurter Stadtgebiet erreicht. Die Anschlussstelle Frankfurt-Höchst dient der Erschließung des gleichnamigen Frankfurter Stadtteils, den Taunusvororten Frankfurts sowie dem Main-Taunus-Zentrum, einem unmittelbar an der Autobahn gelegenen, großen Einkaufszentrum. Am Eschborner Dreieck beginnt die BAB 648 ins Frankfurter Stadtzentrum, die auch als Zubringer zum Messegelände dient. Von hier an ist die BAB 66 auf einem kurzen Teilstück vierstreifig und kreuzt am Nordwestkreuz Frankfurt die BAB 5 (Hattenbacher Dreieck–Basel).
Östlich des Autobahnkreuzes ist die Autobahn wieder sechsstreifig und bildet einen Zubringer ins nördliche Frankfurter Stadtgebiet. Sie durchquert den Niddapark in seinem südlichen Bereich und mündet an der Anschlussstelle Frankfurt-Miquelallee in die B 8, die den nördlichen Abschnitt des Frankfurter Alleenrings bildet.

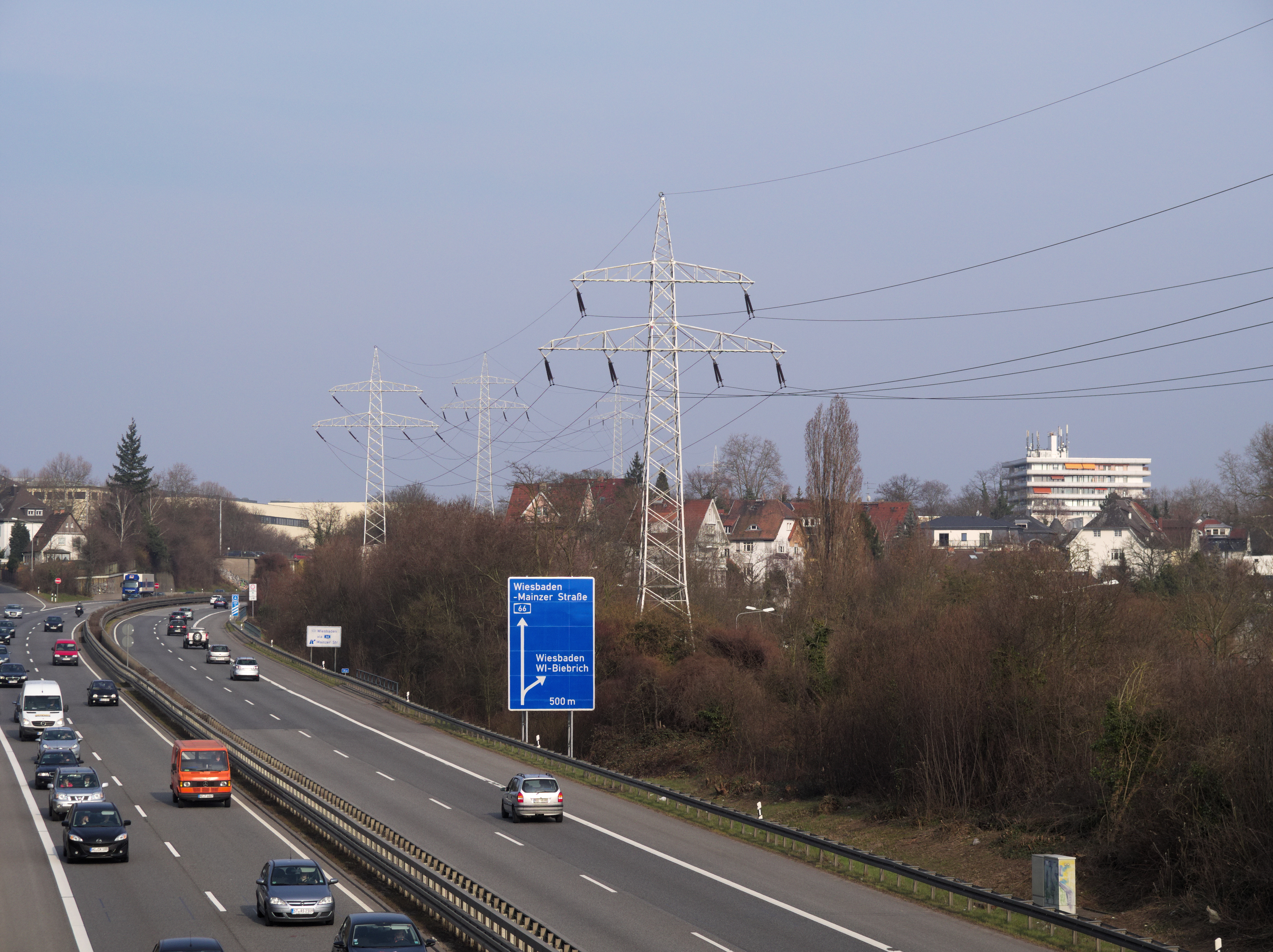
Bei Wiesbaden-Biebrich
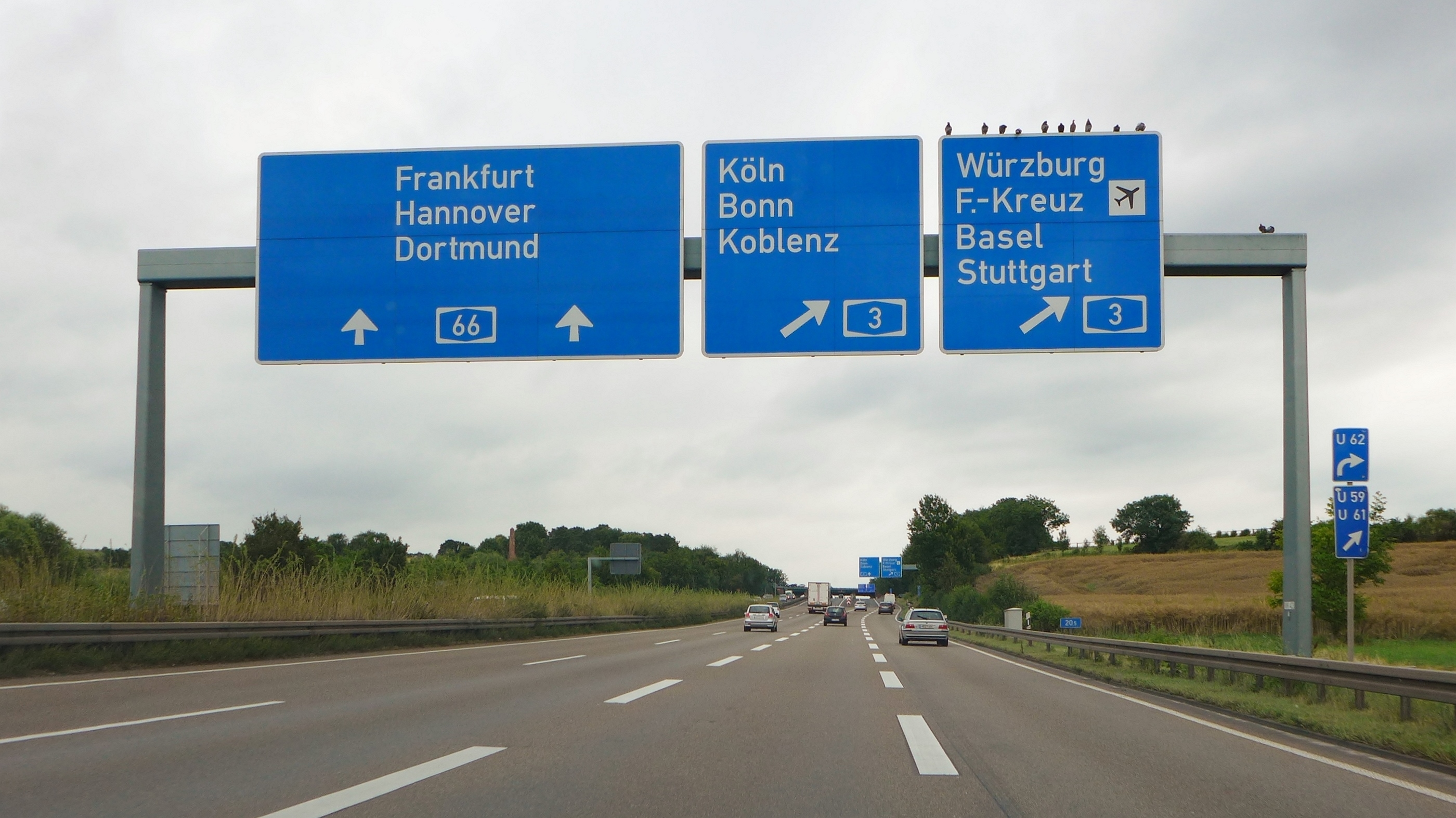
Vorm Wiesbadener Kreuz
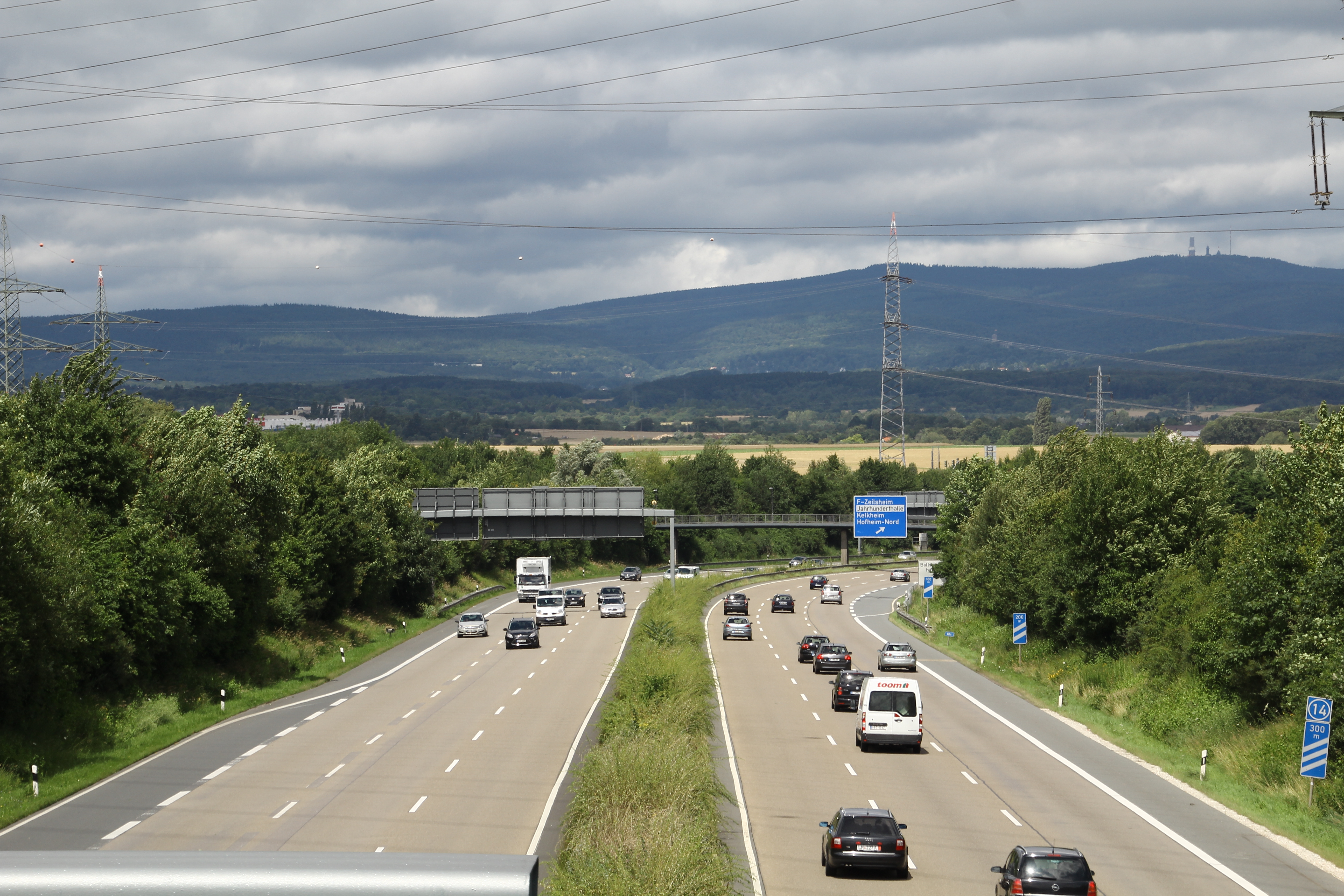
Bei Frankfurt-Zeilsheim
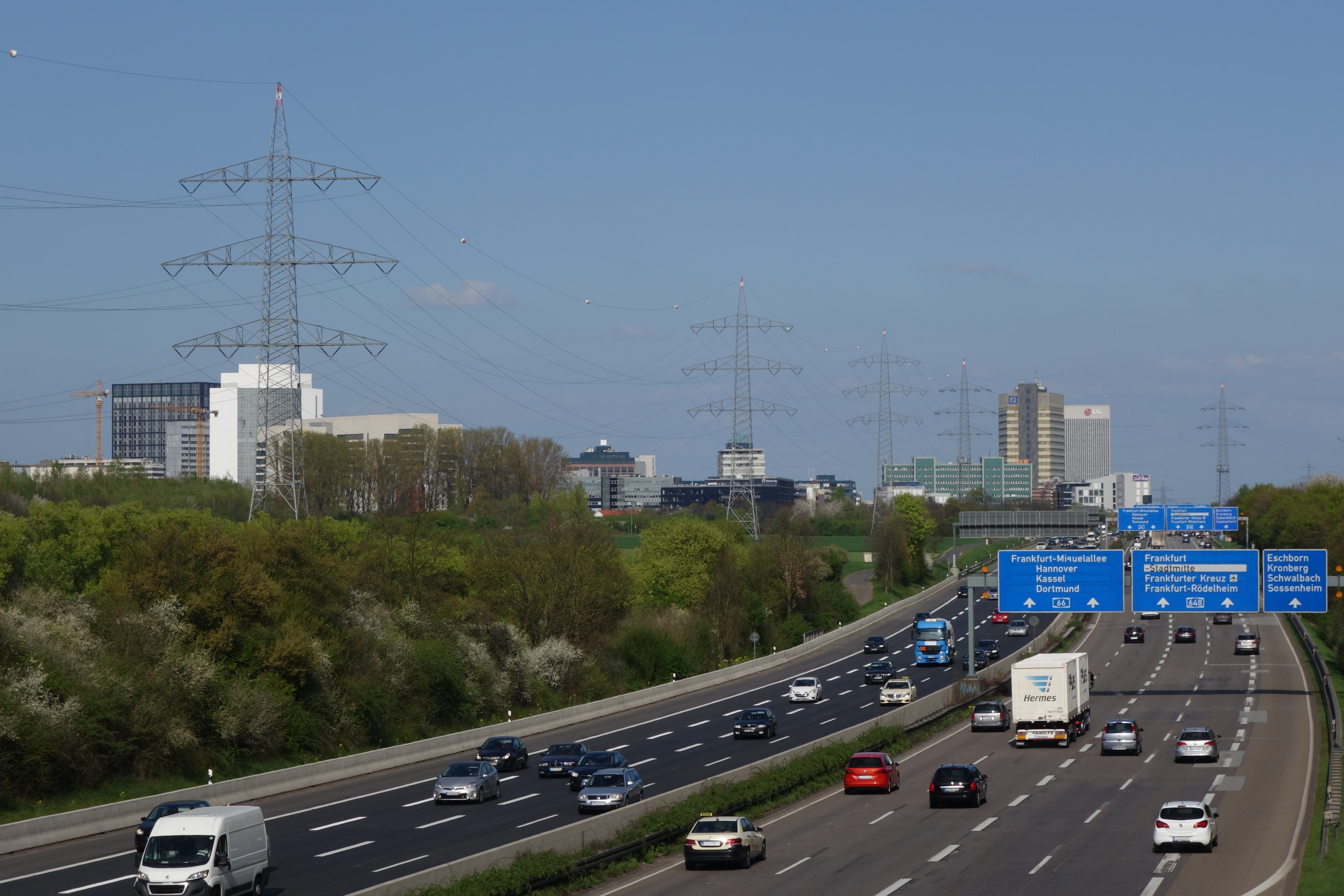
Anschlussstelle Eschborn und Ausfädelung zum Eschborner Dreieck
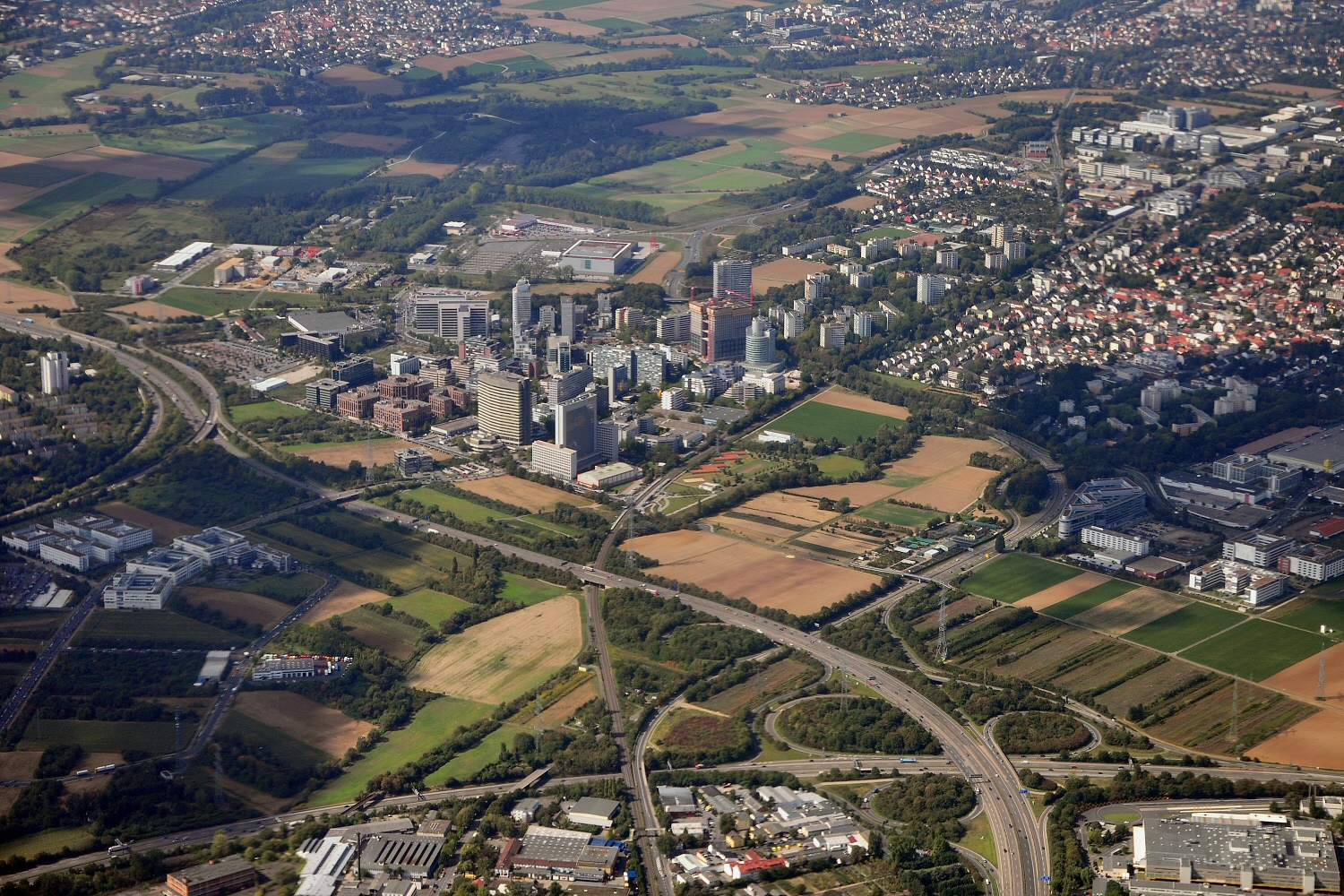
Blick auf die A 66 zwischen Eschborner Dreieck (links) und dem Nordwestkreuz (im Vordergrund)

### Frankfurt – Fulda
Im östlichen Frankfurter Stadtteil Bergen-Enkheim beginnt die BAB 66 wieder an einer provisorischen Anschlussstelle, die in Höhe des Einkaufszentrums Hessen-Center von der Borsigallee abzweigt. Das zunächst sechsstreifige Teilstück führt an den Stadtteilen von Maintal vorbei, ehe an der Anschlussstelle Hanau-West, die als Gabelung nur aus Richtung Frankfurt erreichbar ist, der dritte Fahrstreifen abzweigt und die Autobahn nun vierstreifig Hanau nördlich umgeht. Am Hanauer Kreuz trifft sie auf die BAB 45 (Dortmund–Seligenstädter Dreieck) und die hier beginnende, autobahnähnliche B 43a. Auf einigen Kilometern führt sie zusammen mit der BAB 45 auf einer gemeinsamen, achtstreifigen Trasse nach Nordosten, ehe am Langenselbolder Dreieck die BAB 66 nach Osten abzweigt.
Der nun beginnende Abschnitt folgt dem Verlauf der Kinzig und wird daher auch als Kinzigtalautobahn bezeichnet. Sie führt an Langenselbold, Gründau und Gelnhausen vorbei und erreicht hinter Gelnhausen das Kinzigtal, das den Vogelsberg im Norden vom Spessart im Süden abgrenzt. Das Tal wird nahezu in seiner gesamten Länge aufwärts durchquert, ehe hinter Schlüchtern der Hessische Landrücken überquert wird, der die Wasserscheide zwischen Rhein und Weser bildet. Anschließend folgt sie dem Fliedetal bis Eichenzell, wobei die Autobahn im Bereich von Neuhof in einem Lärmschutztunnel verläuft. Die Anschlussstelle Fulda-Süd bindet über die B 27 das Fuldaer Stadtzentrum an, ehe die BAB 66 am Autobahndreieck Fulda in die BAB 7 (Flensburg–Füssen) mündet.

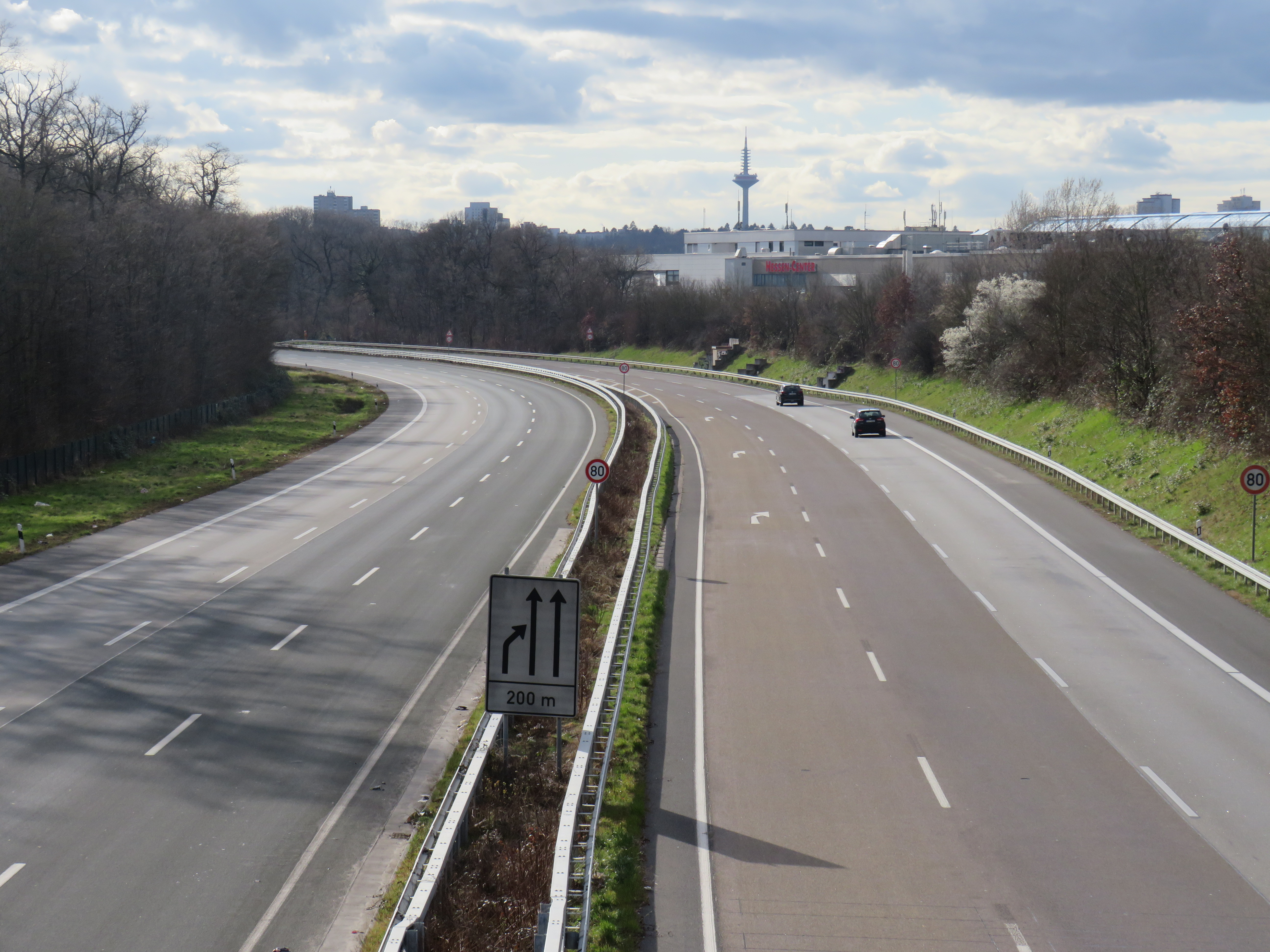
Autobahnbeginn in Bergen-Enkheim
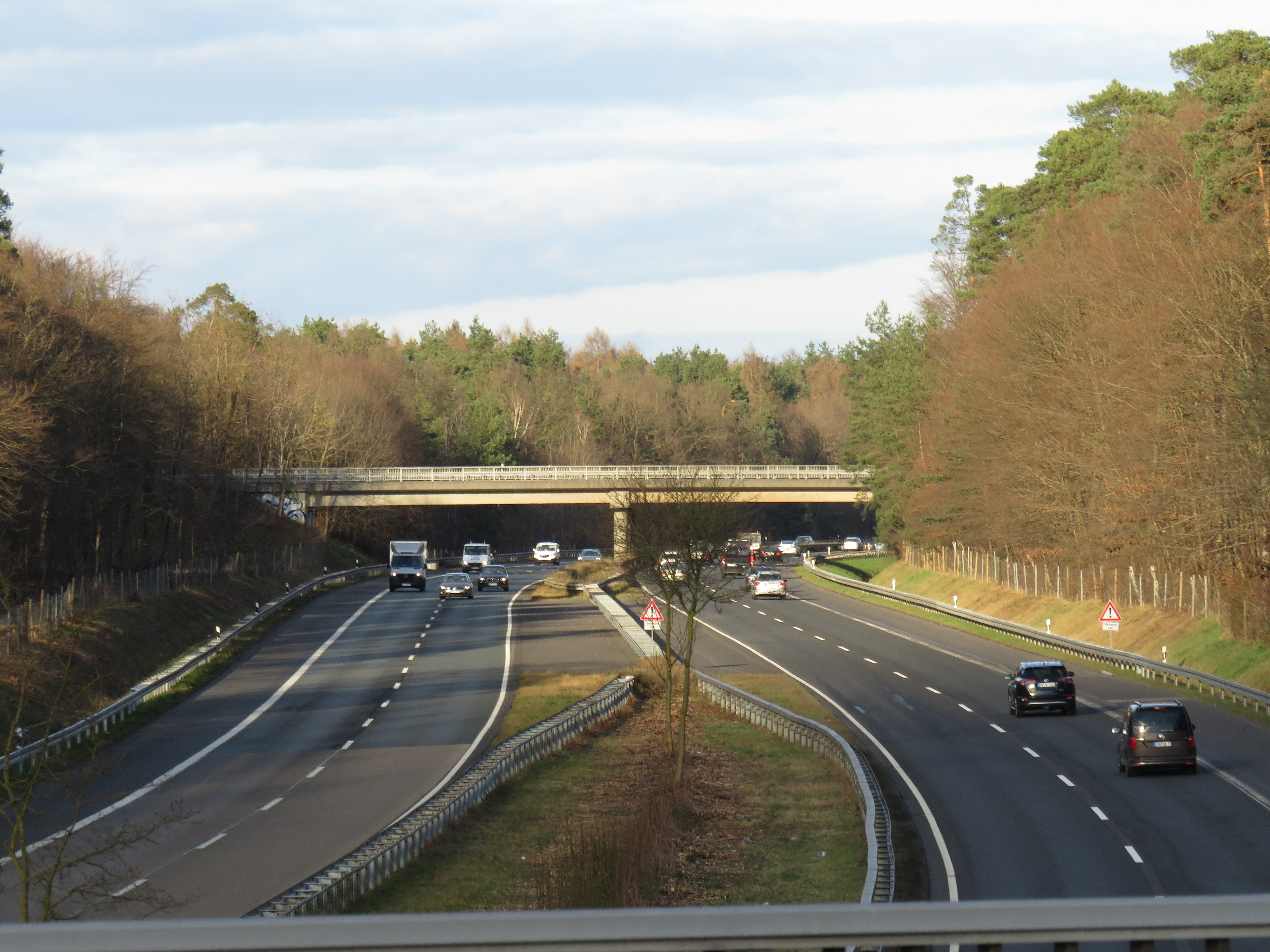
Vierstreifige Strecke nördlich von Hanau
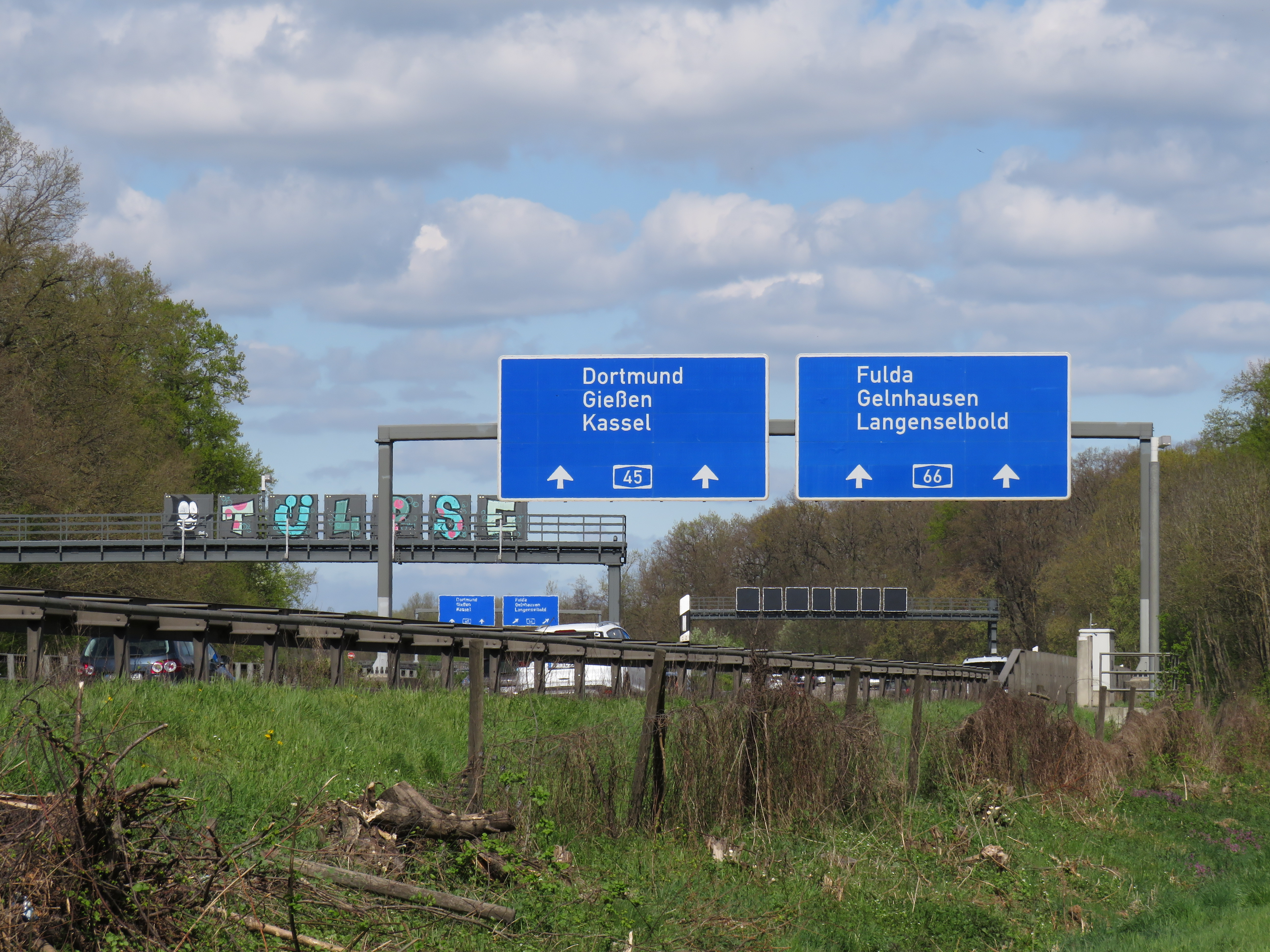
Auf der gemeinsamen Trasse mit der BAB 45 bei Langenselbold
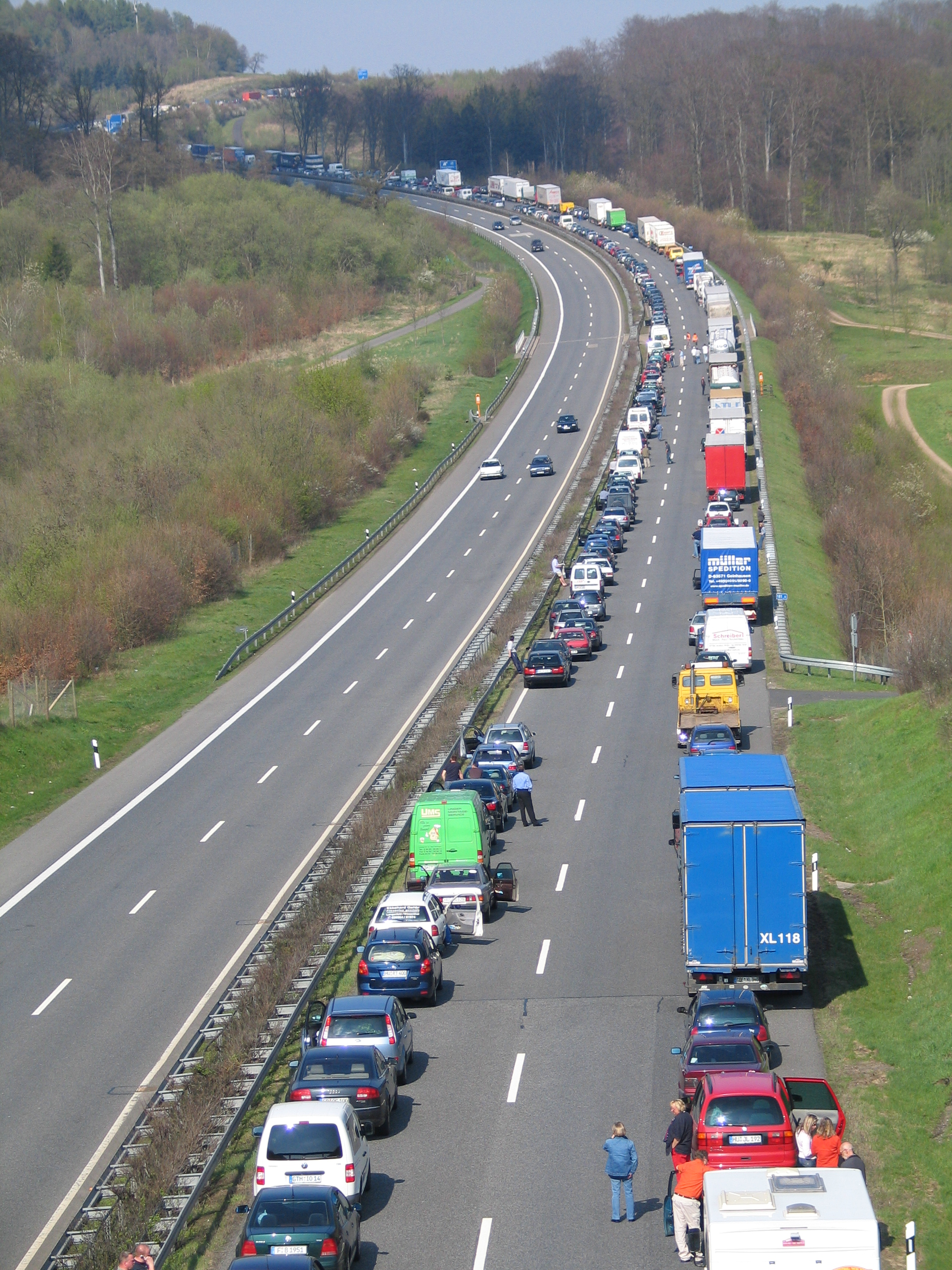
Bei Schlüchtern

## Geschichte
Vorgänger der heutigen Autobahn zwischen Wiesbaden und Frankfurt waren Chausseen, die nach der Napoleonischen Zeit Anfang des 19. Jahrhunderts erbaut wurden und in ihrem Verlauf teilweise auf römische Heerstraßen zurückgehen. In der Zeit des Nationalsozialismus wurde die Strecke als Reichsstraße 54 ausgebaut und an die Reichsautobahn Köln–Frankfurt angeschlossen. Nach dem Zweiten Weltkrieg wurde die nun B 54 genannte Strecke vierstreifig ausgebaut und in den 1960er Jahren zur Autobahn aufgestuft. Der Abschnitt vom Eschborner Dreieck zur Anschlussstelle Frankfurt-Miquelallee und große Teile östlich von Frankfurt entstanden hingegen erst in den 1970er und 1980er Jahren – der vollständige Lückenschluss zur BAB 7 bei Fulda wurde erst 2014 fertiggestellt.

### Vorgängerstraßen

#### Wandersmannstraße

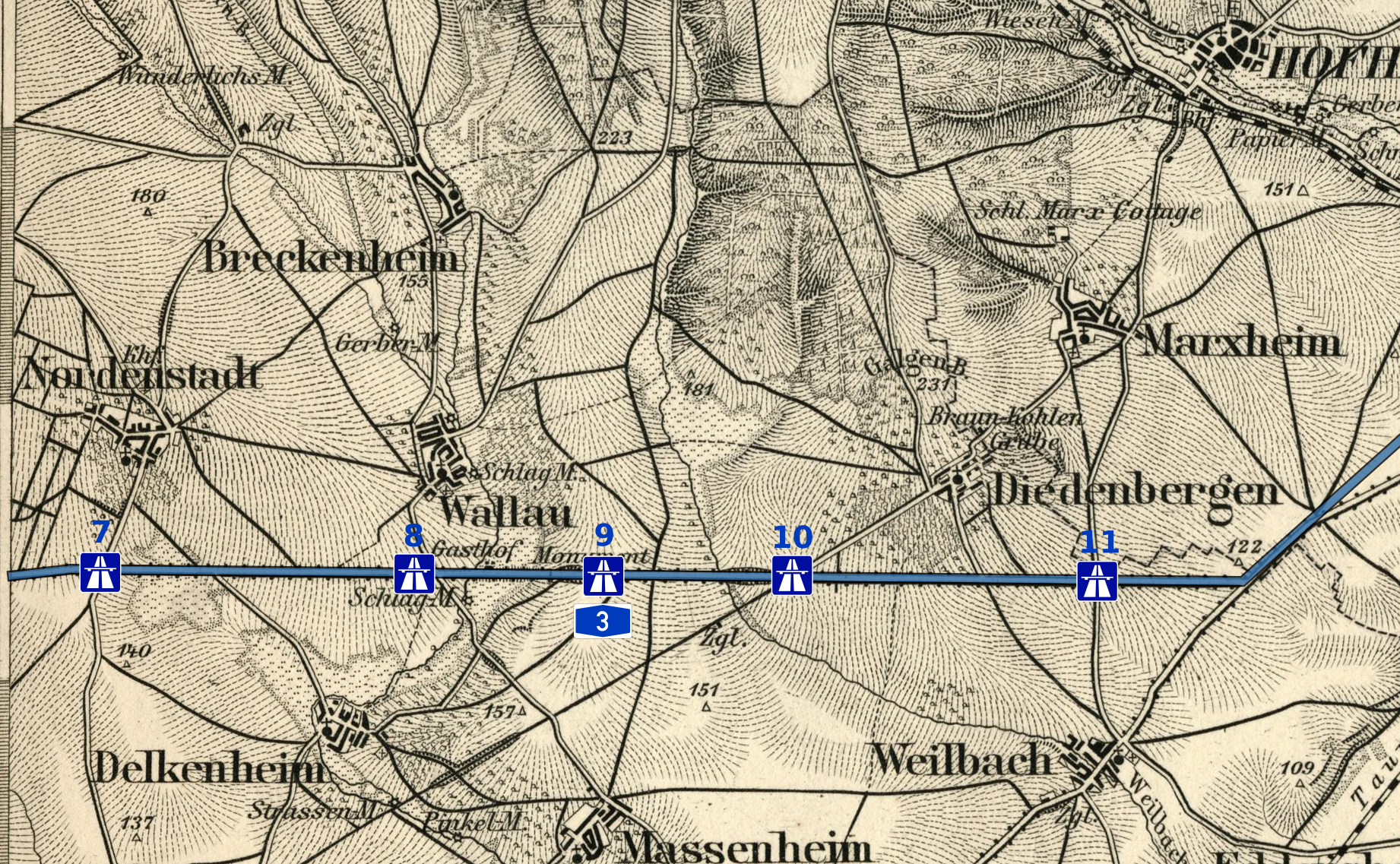
Chaussee mit Gasthof Zum Wandersmann und Monument auf einer Karte von 1893

Die Geschichte des Baus von Überlandstraßen – meist als Chausseen bezeichnet – begann im Herzogtum Nassau schon kurz nach seiner Gründung innerhalb des Rheinbunds im Jahr 1806. Friedrich August, erster Herzog von Nassau, befahl den Bau von Chausseen, um die Städte seines Herrschaftsgebiets miteinander zu verbinden. Die wichtigste Straße führte ab 1813 von Limburg nach Wiesbaden – das nahegelegene Schloss Biebrich war zu dieser Zeit Nassauische Haupt- und Sommerresidenz – und über Höchst nach Frankfurt am Main, das seit Ende 1813 wieder eine Freie Stadt und zuvor Teil eines kurzlebigen napoleonischen Großherzogtums war.
Die Chaussee von Wiesbaden nach Frankfurt entsprach in ihrem Verlauf schon größtenteils dem später auf der Trasse gebauten Rhein-Main-Schnellweg bzw. der heutigen Bundesautobahn. Ihren höchsten Punkt erreichte die im Gebiet zwischen Main und Vordertaunus verlaufende Straße auf dem rund 160 m hohen Rücken zwischen Wickerbach und Weilbach. An dieser Stelle wurde 1819 ein Denkmal in Form eines Obelisken aufgestellt, der an den Bau dieser Straße erinnerte. Nach dem nahegelegenen Wirtshaus Zum Wandersmann bekam das Denkmal bald den Namen Wandersmann-Denkmal, die Straße von Wiesbaden nach Frankfurt war meist nur unter dem Namen Wandersmannstraße bekannt.
An Stelle des ehemaligen Wirtshauses befindet sich heute das Wiesbadener Kreuz, weshalb auch das Denkmal mehrfach seinen Standort wechseln musste. Nach der historischen Bezeichnung für Denkmal und Straße wurden die Tunnel unter dem Wiesbadener Kreuz, die zum Abzweig nach Wiesbaden der 2002 eröffneten ICE-Schnellfahrstrecke Köln–Rhein/Main gehören, als Wandersmann-Nord- und Wandersmann-Süd-Tunnel bezeichnet.

#### Elisabethenstraße
Der heutige, schnurgerade Verlauf der BAB 66 zwischen Kriftel und Eschborn geht ebenso auf eine Landstraße aus der Zeit vor dem Automobil zurück. Schon im 1. Jahrhundert nach Christus, zu römischer Zeit, entstand hier eine Straße, die vom Castellum Mattiacorum am Rhein – dem heutigen Brückenkopf in Mainz-Kastel – zu mehreren römischen Kastellen der Civitas Taunensium in der Nähe des heutigen Frankfurt-Heddernheim führte. Aus letzteren entwickelte sich die römische Stadt Nida. Die Bedeutung, die die Römer dieser in erster Linie militärisch genutzten Straße beigemessen haben, bezeugte ein am Brückenkopf aufgebauter Ehrenbogen, der als am nördlichsten gelegener bekannter Triumphbogen aus römischer Zeit gilt. Im Mittelalter nutzte man die Verbindung für Wallfahrten zum Grab der Heiligen Elisabeth nach Marburg, was ihr den Namen Elisabethenstraße gab.

### 1930er Jahre

#### Ausbau zur Autoumgehungsstraße

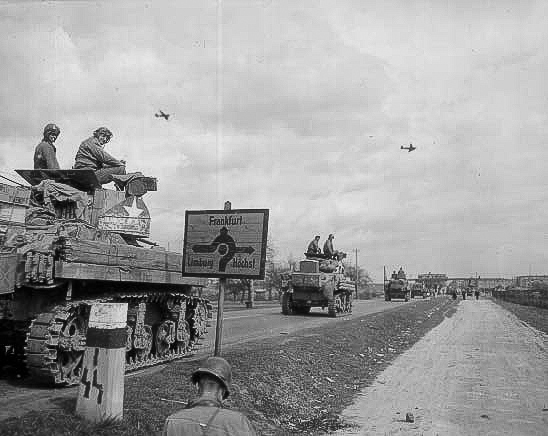
US-Streitkräfte nutzen die Autoumgehungsstraße Frankfurt–Wiesbaden in Höhe von Unterliederbach, im Hintergrund Kreisel mit Tankstelle „Auto-Engel“

Anfang der 1930er Jahre wurde die Wandersmannstraße zwischen Erbenheim und der Einmündung in die Reichsstraße 40 bei Weilbach zu einer dreispurigen Kraftfahrstraße mit parallelem Radweg und einem Weg für landwirtschaftlichen Verkehr ausgebaut. Sie war Bestandteil der Reichsstraße 54 und wurde nach ihrer Streckenführung auch als Frankfurter Straße bezeichnet.
Zur selben Zeit baute man außerdem einen Teil der alten Elisabethenstraße zwischen Kriftel und Eschborn aus und führte sie in einem Bogen weiter in Richtung Frankfurt. Bis 1933 wurde hierfür die bestehende Straße auf neun Meter Breite ausgebaut und in Weilbach mit Reichsstraße 54 verbunden, womit der Straßenzug nun in seiner Gesamtheit als Autoumgehungsstraße Frankfurt–Wiesbaden geführt wurde. Bei Unterliederbach wurde ein großer Kreisverkehr gebaut, der mit der Sodener Chaussee bzw. Königsteiner Straße (heute B 8) verbunden war. Die seit 1925 hier befindliche Tankstelle, eine der ersten in Deutschland, wurde daraufhin als größere Anlage in den Kreisverkehr hineingebaut: Auto-Engel entwickelte sich im Laufe der Zeit zur größten Tankstelle Deutschlands.

#### Reichsautobahnbau
Der Reichsautobahnbau der Nationalsozialisten führte zu einem Anstieg der Bedeutung dieser Straßenverbindung zwischen Wiesbaden und Frankfurt. Die Reichsautobahn Köln–Frankfurt wurde ab 1935 und bis 1940 in drei Teilstrecken dem Verkehr übergeben. Für den Abschnitt zwischen Limburg und Wiesbaden wählte man als südliches Ausbauende eine Kreuzung mit der Reichsstraße 54, sodass man aus Richtung Köln kommend hier sowohl Anschluss in Richtung Frankfurt als auch nach Wiesbaden und Mainz hatte. Dieses Teilstück wurde am 23. September 1939 dem Verkehr übergeben. Zuvor musste jedoch eine Lösung gefunden werden, die Autobahn mit der Kraftfahrstraße zu verbinden. Man entschied sich statt einer einfachen Anschlussstelle für den Bau eines Autobahnkreuzes in Kleeblattform, wodurch einerseits ein flüssigerer Verkehrsstrom gewährleistet werden konnte, andererseits Vorleistungen für eine Fortsetzung der Reichsautobahn in Richtung Nürnberg bestanden. Beim Bau des Kreuzes, das zunächst als Anschlußstelle Wiesbaden geführt wurde, musste aufgrund der Erdarbeiten und des Baus der Verbindungsrampen das Wandersmann-Denkmal seinem ursprünglichen Platz weichen und wurde um etwa 400 m weiter nach Westen versetzt. Zwar wurde mit dem Weiterbau der Strecke noch vor dem Zweiten Weltkrieg begonnen, zu einer Fertigstellung kam es, auch aufgrund der noch unvollendeten Mainbrücke, jedoch nicht mehr.
Auch am östlichen Ende war eine Anbindung an das Reichsautobahnnetz geplant. Die schon 1934 begonnene nördliche Fortsetzung der Strecke Frankfurt–Mannheim bis Gießen (HaFraBa) – letztgenannte wurde als erste Reichsautobahn aus der Zeit des Nationalsozialismus ab September 1933 gebaut und 1935 eröffnet – sollte westlich von Frankfurt mit der Kraftfahrstraße verbunden werden. Der genaue Aufbau dieser Kreuzung war lange Zeit umstritten: Die Oberste Bauleitung Reichsautobahnen Frankfurt, die den Bau dieser Strecke beaufsichtigte, plante an dieser Stelle eine einfache Anschlussstelle, da es sich um eine Anbindung der Autobahn an das nachgeordnete Straßennetz handelte. Die preußische Bezirksverwaltung in Wiesbaden wie auch die Stadt Frankfurt bestanden auf den Ausbau als höhenfreie Kreuzung, ähnlich einem Autobahnkreuz, in Erwartung auf die hohen Verkehrsmengen in diesem Bereich und die trotz einbahniger Ausführung nahezu höhenfreien Führung der Kraftfahrstraße. Letztlich wurde tatsächlich ein Kleeblatt-Kreuz gebaut, allerdings in stark asymmetrischer Ausführung, da die Nidda im nordwestlichen Bereich durch das Gelände fließt. Im nordwestlichen Quadranten der als Anschlußstelle Frankfurt-Nord bezeichneten Kreuzung, an der sich heute das Westkreuz Frankfurt befindet, entstand außerdem eine Autobahntankstelle.
Aufgrund des zwar begonnenen, aber nicht mehr fertiggestellten Abschnitts der Reichsautobahn von Köln her kommend weiter nach Osten, der auch eine Kreuzung mit der Reichsautobahn Frankfurt–Mannheim vorsah, musste der von letztgenannter Strecke kommende Verkehr, der weiter in Richtung Köln wollte, die Autoumgehungsstraße Frankfurt–Wiesbaden nutzen. Die Straße entwickelte sich dadurch zu einer der meistbefahrenen in Deutschland.

### Rhein-Main-Schnellweg (Wiesbaden – Frankfurt am Main)
Nach Ende des Zweiten Weltkriegs und der langsamen wirtschaftlichen Erholung begann in der 1949 neu gegründeten Bundesrepublik Deutschland der weitere Ausbau des Straßennetzes. Nachdem in den ersten Jahren nur Kriegsschäden beseitigt werden konnten, wurden ab etwa 1950 weitere Straßenprojekte in Angriff genommen. Meist handelte es sich um die Vollendung von Strecken, die aus Kriegsgründen nicht mehr fertig gebaut werden konnten. So wurde die Reichsautobahn Köln–Frankfurt über den Knotenpunkt bei Wallau hinaus bis kurz vor die Mainbrücke weitergebaut.
In vielen westdeutschen Ballungsräumen wurde darüber hinaus, als Ergänzung zum bestehenden und zu ergänzenden Autobahnnetz aus der NS-Zeit, der Neubau von autobahnähnlich ausgebauten Schnellstraßen forciert. Diese wurden nach der Aufstellung des ersten Bedarfsplan für die Bundesfernstraßen 1956 häufig als Ersatzbundesstraße (Abkürzung: EB) bezeichnet. Die Pläne für den Mainzer Ring gehen etwa hierauf zurück.
Zwei Jahre vor Aufstellung dieses Plans durch den Bund beschloss die hessische Landesregierung im Jahr 1954, die Städte unmittelbar nördlich des Rheins und des Mains miteinander zu verbinden. Der Plan sah eine als Rhein-Main-Schnellweg bezeichnete Schnellstraße vor, die Rüdesheim, Wiesbaden, Frankfurt am Main und Hanau miteinander verbindet.
Im selben Jahr begann man mit dem Ausbau um eine zweite Richtungsfahrbahn, zunächst zwischen Erbenheim und Weilbach auf der Trasse der alten Wandersmannstraße, die nun Teil der Bundesstraße 54 war. Das westliche Ende bei Erbenheim bildete ein großer Kreisverkehr an der Kreuzung mit der B 455, die von Wiesbaden nach Mainz-Kastel führte. Nach Fertigstellung des Ausbauabschnitts wurde das traditionsreiche Wirtshaus Zum Wandersmann, das der Straße früher ihren Namen gab, abgerissen. Die kleeblattförmige Anschlussstelle mit der Autobahn Köln–Frankfurt, vormals Anschlußstelle Wiesbaden, wurde von nun an als Wiesbadener Kreuz bezeichnet und trägt diesen Namen bis heute.
Ende der 1950er Jahre baute man schließlich auch den Abschnitt von Weilbach über Kriftel und Höchst bis zum Anschluss an die Autobahn Kassel–Frankfurt–Mannheim zweibahnig aus. Dabei wurde der Kreisverkehr an der Verbindung mit der Sodener Chaussee durch eine höhenfreie Anschlussstelle ersetzt. Die Tankstelle Auto-Engel musste, nachdem sie 1950 erstmals nach dem Krieg wieder öffnen konnte, dem Ausbau weichen und wurde Ende 1959 abgerissen. Der vierstreifige Ausbau des Rhein-Main-Schnellwegs auf Trasse der Elisabethenstraße, der zwischen dem ehemaligen Kreisel und jetzigen Anschlussstelle Höchst und dem Übergang ins städtische Straßennetz Frankfurts einen Teil der B 8 bildete, wurde 1962 abgeschlossen.
Als Entschädigung für den wegfallenden Betrieb bekam der Besitzer von Auto-Engel zwei Tankstellen direkt am Schnellweg in unmittelbarer Nähe der Anschlussstelle Höchst zugesprochen.  Jede der beiden Tankstellen ist dabei, wie es heute bei Rastanlagen an Autobahnen und Schnellstraßen Standard ist, nur von einer Richtungsfahrbahn aus erreichbar. Die Tankstellen wurden auch nach der Aufstufung der Strecke zur Autobahn im Jahr 1965 weiter betrieben und existieren noch heute. Aufgrund ihres Bauzeitpunkts vor der Umwidmung zur Autobahn fallen diese Anlagen als Gestattungsbetriebe nicht unter die Konzession der Tank & Rast.

### Aufstufung zur Autobahn und Weiterbau durch Wiesbaden
Die Südumgehung Wiesbaden entstand Anfang der 1960er Jahre zunächst nur als vierstreifiger Neubau der B 42 zwischen Schierstein im Westen und der Mainzer Straße im Osten. Kurz vor dem Ende des östlichen Ausbauabschnitts wurde die 300 m lange Salzbachtalbrücke gebaut, die neben dem gleichnamigen Gewässer auch zahlreiche zum Wiesbadener Hauptbahnhof führende Bahngleise und die B 263 überführt. Die Verbindung mit der autobahnähnlichen B 262 am westlichen Ende wurde über einen höhenfreien Knotenpunkt in Form eines Kleeblatts realisiert. Zwar ging die Schiersteiner Brücke über den Rhein schon 1962 in Betrieb, die Salzbachtalbrücke 1963, bis zur Fertigstellung der kompletten Schnellstraße als Teilstück des westlichen Mainzer Ring dauerte es jedoch noch bis 1966.
1965 wurde die autobahnähnlichen Strecke zwischen dem Kreisel bei Wiesbaden-Erbenheim und der Anschlussstelle Frankfurt-Nord an der Autobahn Hamburg–Basel schließlich von den vormaligen Bundesstraßen 54 und 8 zur Autobahn aufgestuft. Zwar wurde zum damaligen Zeitpunkt noch keine Nummerierung auf den Wegweisern aufgeführt – ausgeschildert waren, wenn vorhanden, Europastraßen – in einem ersten intern verwendeten Nummerierungssystem wurde der Autobahn die Nummer A 80 zugeteilt. Diese Autobahn sollte eine durchgehende Strecke von der belgischen Grenze in der Eifel über Bingen, den westlichen und nördlichen Teil des damals in Bau befindlichen Mainzer Rings, den Rhein-Main-Schnellweg über Frankfurt nach Hanau und schließlich eine Fortsetzung in Richtung Fulda bilden. Ein Jahr später wurde mit Fertigstellung der autobahnähnlichen B 262 diese ebenfalls zur A 80 hochgestuft.
Das noch fehlende Teilstück zwischen der Mainzer Straße und dem Erbenheimer Kreisel sollte zunächst ebenfalls Teil der B 42 werden, ehe mit Fertigstellung und Umwidmung der westlich und östlich anschließenden Streckenabschnitte die Lücke im bereits bestehenden Verlauf der A 80 geschlossen werden sollte. In diesem Bereich existierte bislang nur eine zweispurige Landstraße als Verbindung. Zudem musste, um die Autobahn durchgängig zu führen, der Erbenheimer Kreisel in seiner bisherigen Form aufgegeben werden. Der vierstreifige Ausbaus in diesem Bereich wurde im Dezember 1969 als B 42a freigegeben. Der Erbenheimer Kreisel wurde in eine Anschlussstelle umgebaut, die Teile der kreisförmigen Fahrbahn weiter nutzt. Ende der 1970er Jahre wurde die Anschlussstelle durch das heute bestehende, höhenfreie Kreuzungsbauwerk mit der vierstreifigen B 455 ersetzt.
Gleichzeitig mit dem Bau des Abschnitts Mainzer Straße–Erbenheim wurde die vierstreifige B 42a auch westlich von Schierstein in Richtung Rheingau um 2,9 km bis zu einem provisorischen Anschluss bei Niederwalluf, westlich der Anschlussstelle Wiesbaden-Frauenstein verlängert. Zum 1. Januar 1972 wurde schließlich die vormalige B 42a zwischen Wiesbaden-Frauenstein und Wiesbaden-Erbenheim zur Bundesautobahn A 80 hochgestuft.

### Eschborn – Frankfurt-Miquelallee
Die Fortsetzung des Rhein-Main-Schnellwegs nach Hanau mit einer Durchquerung des Frankfurter Stadtgebiets war schon in den 1950er Jahren vorgesehen. Große Teile der Strecke sollten dabei in einem Straßentunnel unter einem Teil des Frankfurter Alleenrings, dem sogenannten Alleentunnel, geführt werden. Beim Bau der U-Bahn-Station Miquel-/Adickesallee 1966 wurde bereits ein kurzes Stück Tunnel oberhalb der eigentlichen Station als Bauvorleistung miterrichtet.
Anfang der 1970er Jahre begann man schließlich mit dem Weiterbau des Rhein-Main-Schnellwegs in Richtung Osten. Zunächst wurde geplant, an dem historischen Altstraßenzug orientiert, die Autobahn über die Heerstraße, der Fortsetzung der Elisabethenstraße, nach Osten weiterzuführen und so gleich die Nordweststadt, ein zwischen 1962 und 1968 errichtetes Neubauviertel, mit anzubinden. Von dort sollte die Strecke dann durch den Alleentunnel weiter in den Osten der Stadt geführt werden.
Man entschied sich aber letztlich für eine andere Lösung. Die heute vorhandene Trasse liegt zwischen der Heerstraße und der Wiesbadener Straße und wurde in zwei Abschnitten von West nach Ost gebaut. Im Jahr 1972 eröffnete das erste neue Teilstück zwischen Eschborn und der Anschlussstelle Ludwig-Landmann-Straße. Im Bereich der vormaligen Kurve, wo der Schnellstraßenzug bzw. die spätere Autobahn vom schnurgeraden Verlauf entlang der Elisabethenstraße nach Südosten in die Frankfurter Innenstadt verschwenkte, entstand ein Autobahndreieck mit einer nun durchgehenden Fahrbeziehung weiter nach Osten. Mit der Autobahn Hamburg–Basel (spätere BAB 5) entstand ein weiteres Autobahnkreuz mit einer zusätzlichen Anschlussstelle nach Eschborn. Östlicher Endpunkt der ersten Abschnitts war die Anschlussstelle Ludwig-Landmann-Straße, die als höhenfreies Kleeblatt ausgebaut wurde. Gleichzeitig mit dem Autobahnbau wurde die Ludwig-Landmann-Straße vierstreifig mit innenliegendem U-Bahn-Gleiskörper ausgebaut.
Im Jahr 1976 folgte die Weiterführung bis zum nordwestlichen Alleenring. Die Anschlussstelle Frankfurt-Miquelallee wurde ebenfalls als höhenfreier Knotenpunkt ausgebaut, da große Teile des Rings ebenso mindestens vierstreifig ausgebaut sind, weist aber mehrere Direktrampen auf. Geläufig ist daher auch die Bezeichnung Miquelknoten. Östlich der Anschlussstelle mündet die Autobahn in den nördlichen Teil der Miquelallee, einem Teil der B 8, die im weiteren Verlauf Adickesallee heißt – hier war im nächsten Bauabschnitt das Westportal des Alleentunnels vorgesehen.

### Frankfurt-Bergen-Enkheim – Hanau
Schon in den 1950er Jahren war eine Weiterführung des Rhein-Main-Schnellwegs von Wiesbaden über Frankfurt hinaus in Richtung Hanau angedacht. Anfangs plante man diesen noch vierstreifig und als Entlastung der B 8 zwischen Frankfurt und Hanau, insbesondere der engen Ortsdurchfahrt von Dörnigheim, ehe die Schnellstraßenplanung 1963 zur Autobahn hochgestuft wurde. Auch sollte sie neben ihrer lokalen Funktion als Autobahn A 80 Bingen–Fulda eine überregionale Bedeutung haben und wurde daher nun sechsstreifig geplant.
Im Zuge der Aufstellung des Frankfurter Gesamtverkehrsplans im Jahr 1970 fand die Linienfindung statt, die im Jahr darauf im Abschnitt Bergen-Enkheim (Hessen-Center) bis Hanau abgeschlossen werden konnte. Die Trassenführung war insbesondere in Bischofsheim umstritten, da der bebaute Ort in geringem Abstand tangiert wird. Es wurde daher gefordert, eine Alternativtrasse zu entwerfen, die von Preungesheim her kommend nördlich an Bergen-Enkheim und Bischofsheim verlaufen sollte. Ein Vorteil dieser kilometermäßig längeren Trasse wäre gewesen, dass weniger Wald hätte gerodet werden müssen. Im Enkheimer und Dörnigheimer Wald zerschneidet die Trasse zwei Naherholungsgebiete und hindert außerdem das Zusammenwachsen der Orte Dörnigheim, Bischofsheim und Hochstadt, die sich mit Wachenbuchen am 1. Juli 1974 zur neuen Stadt Maintal zusammenschlossen.
Zudem war die Weiterführung der Autobahn von Bergen-Enkheim aus in Richtung Westen noch völlig unklar. Dieses Gebiet ist von großen Industrieansiedlungen geprägt, zudem liegen Siedlungen wie der Riederwald unmittelbar an den bestehenden weiterführenden Stadtstraßen. Zur selben Zeit befand sich auch die Ostumgehung Frankfurt, die heutige BAB 661, in der Planungsphase. Mit dieser sollte im Gebiet zwischen Seckbach und Riederwald eine Verknüpfung entstehen. Das Planfeststellungsverfahren für den Abschnitt Bergen-Enkheim bis Hanau-West war zwar 1973 abgeschlossen, aufgrund von Klagen verzögerte sich die Rechtskraft des Beschlusses, der für einen Bau nötig ist, um vier Jahre. Während im östlichen Bereich, im Dörnigheimer Wald, schon 1974 die Trasse gerodet wurde, konnte erst 1977 mit dem Straßenbau begonnen werden, nun als Bundesautobahn 66 Wiesbaden–Fulda.
Das erste Stück der BAB 66 bei Hanau wurde 1978 eröffnet, als die BAB 45, die damals von Dortmund zum Gambacher Kreuz südlich von Gießen führte, in Richtung Hanau verlängert wurde. Dabei handelte es sich um das kurze Teilstück vom Hanauer Kreuz zur nächsten Anschlussstelle Erlensee. Wie die noch in Bau befindliche Trasse bei Maintal war auch dieses von Anfang an sechsstreifig ausgebaut. Um eine Verbindung sowohl mit der geplanten Autobahn Frankfurt–Fulda als auch mit einer autobahnähnlichen Fortsetzung nach Hanau – zeitweise als Bundesautobahn 683 bezeichnet – herzustellen und eine Streckenführung außerhalb des Wasserschutzgebiets im Kinzigtal zu ermöglichen, legte man beim Weiterbau der BAB 66 von Langenselbold in Richtung Fulda beide Autobahnen auf eine gemeinsame, 3 km lange Trasse. Die autobahnähnliche Bundesstraße B 43a vom Hanauer Kreuz in Richtung Rodgau folgte erst in den 1980er Jahren.
Nach rund zwei Jahren Bauzeit wurde am 20. November 1979 der 8,5 km lange Abschnitt von Bergen-Enkheim bis Hanau-West eröffnet. Eine Besonderheit ist, dass diese Strecke als eine der wenigen zur damaligen Zeit gleich mit sechs Fahrstreifen ausgeführt wurde, in Erwartung auf ein höheres Verkehrsaufkommen nach Schließung der Lücke in Frankfurt. Die jeweils rechte (dritte) Fahrspur beginnt bzw. endet dabei an der Anschlussstelle Hanau-West, die als Gabelung nur von und in Richtung Westen erreichbar ist. Das westliche Autobahnende an der Kreuzung Borsigallee/Edisonstraße wurde aufgrund des erwarteten Weiterbaus nach Westen zum Frankfurter Alleenring als provisorischer Anschluss ausgeführt. Zum Zeitpunkt der Planfeststellung und des Baubeginns lag dieses noch einige hundert Meter vor der Frankfurter Stadtgrenze, da die Stadt Bergen-Enkheim erst 1977 nach Frankfurt eingemeindet wurde.
Verkehrsfreigabe für den Lückenschluss im Norden von Hanau, die 6 km lange Strecke zwischen den Anschlussstellen Hanau-West und Erlensee, war am 12. August 1983. Hier wurde die Autobahn nur mit vier Fahrstreifen ausgeführt. Damit war der Abschnitt zwischen Frankfurt-Bergen-Enkheim und dem Hanauer Kreuz durchgängig befahrbar.

### Hanau – Fulda

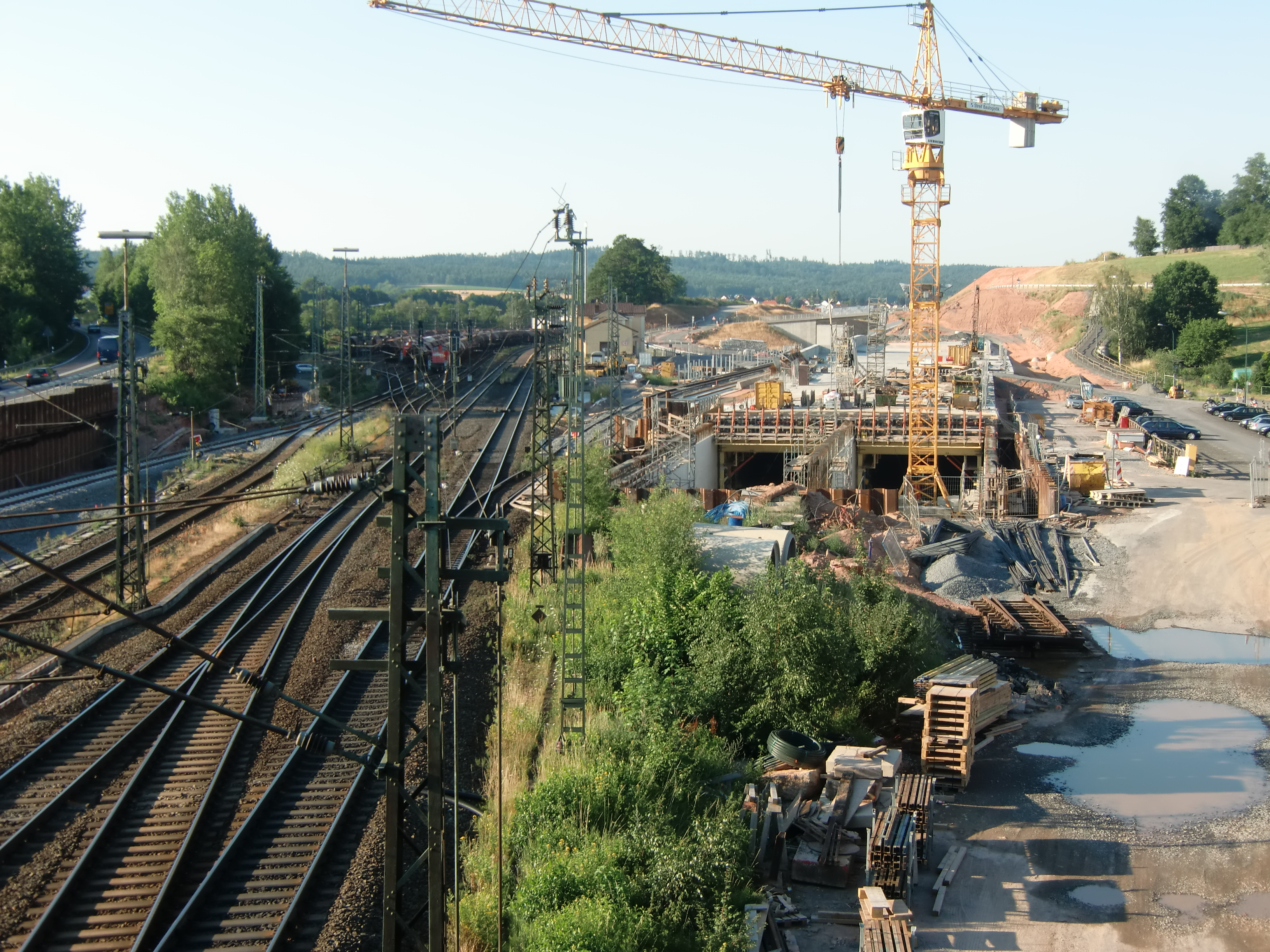
Der längste Autobahntunnel Hessens: Der Tunnel Neuhof im Bau (Juni 2010)

Der Weiterbau der Autobahn durch das Kinzigtal wurde ab den 1970er Jahren in Angriff genommen. Bis 1974 entstanden zunächst zwei kürze Teilstücke bei Gelnhausen und Bad Soden-Salmünster, bis Mitte der 1980er Jahre war der größtenteils im Kinzigtal verlaufende Abschnitt vom Langenselbolder Dreieck bis kurz hinter die Anschlussstelle Bad Soden-Salmünster fertiggestellt.
Zwischen Erlensee und Gründau-Rothenbergen wurde schon Anfang der 1970er Jahre die B 40 zweibahnig und kreuzungsfrei ausgebaut, allerdings mit engeren Kurvenradien als für Autobahnen üblich. Beim Bau der BAB 45, die 1978 zwischen dem Gambacher Kreuz und dem Seligenstädter Dreieck vollständig befahrbar war, entstand östlich von Erlensee ein höhenfreier Knotenpunkt zwischen der Autobahn und der autobahnähnlich ausgebauten Bundesstraße, der zunächst als Anschlussstelle Langenselbold bezeichnet wurde. Zu dieser Zeit gab es noch Pläne, die BAB 66 vom Hanauer Kreuz aus (dieses wurde auch als Kinzigkreuz bezeichnet) auf mehr oder weniger direktem Wege entlang der Kinzig in Richtung Gelnhausen zu führen. Letztlich verband man das bestehende kurze Teilstück bei Gelnhausen mit der bereits autobahnähnlichen B 40 und stufte letztere spätestens 1984 zur Autobahn hoch. Seitdem nutzt die BAB 66 auf rund 3 km eine gemeinsame Fahrbahn mit der BAB 45. Die Anschlussstelle Langenselbold wurde im Zuge dessen in Langenselbolder Dreieck umbenannt.
Mit dem Fall der Berliner Mauer und der Wiedervereinigung Deutschlands nahm der in Ost-West-Richtung verlaufende Verkehr stark zu, weshalb der Bedarf nach leistungsfähigen Zubringerstrecken zu den ehemaligen DDR-Autobahnen im Raum stand. Die bisher nicht komplett fertiggestellte BAB 66 von Hanau nach Fulda und die B 40, über die der Verkehr damals im Bereich der Autobahnlücke floss, verzeichneten einen starken Anstieg des Verkehrs, da diese Strecke als Alternative zur vielbefahrenen und veralteten BAB 5 zwischen dem Rhein-Main-Gebiet und den osteuropäischen Ländern diente – über die BAB 7 und ab dem Kirchheimer Dreieck der BAB 4 führt seitdem eine Hauptstrecke nach Polen und in die Ukraine. Die Streckenführung mitten durch zahlreiche Orte wirkte sich aufgrund der Verkehrsbelastung negativ auf die Lebensqualität der Anwohner aus.
Der Lückenschluss der Autobahn bis Fulda hatte nun hohe Priorität. Schon 1991, ein Jahr nach der Wiedervereinigung, begannen im 17,3 km langen Abschnitt von Bad Soden-Salmünster bis Schlüchtern-Nord die Bauarbeiten. Mehrere große Brückenbauwerke mussten errichtet werden, darunter mit der 985 m langen Kinzigtalbrücke die längste Autobahnbrücke in Hessen. Am 16. Dezember 1994 wurde dieser Abschnitt für den Verkehr freigegeben.
Spatenstich für die letzten Kilometer zwischen Schlüchtern und der BAB 7 bei Fulda war im November 2000. Diese Strecke wurde in insgesamt vier Abschnitten dem Verkehr übergeben. Die ehemalige Anschlussstelle Fulda-Süd (93) der BAB 7 wurde bis 2003 in ein Autobahndreieck umgebaut und die ersten 2 Kilometer der A 66 südlich von Fulda mit zwei Anschlussstellen freigegeben. Dabei wurde die Zubringerstraße der Anschlussstelle um eine Richtungsfahrbahn erweitert und in der bereits als Dreieck ausgeführten Anschlussstelle ein zusätzliches, leicht versetzt liegendes Brückenbauwerk errichtet. Zudem wurde die Verbindung Hanau–Kassel neu trassiert, sodass weniger enge Kurven zu durchfahren sind.
Im Oktober 2007 wurde die Autobahn nach zweijähriger Bauzeit von Südwesten her bis zur Anschlussstelle Neuhof-Süd (51) verlängert. Der nächste Abschnitt folgte dann am 12. November 2012 zwischen den Anschlussstellen Neuhof-Nord (52) und Fulda-Süd (53), sodass nur noch im Bereich von Neuhof eine Lücke bestand. Der Lückenschluss zwischen den beiden Anschlussstellen wurde am 13. September 2014 nach knapp neunjähriger Bauzeit abgeschlossen. Die Kosten für diesen 3,5 Kilometer langen Bauabschnitt beliefen sich auf 154 Millionen Euro, von denen etwa 80 Millionen Euro auf den Tunnelbau entfielen. Weitere 60 Millionen Euro flossen in die Verlegung der Bahnstrecke Frankfurt am Main–Fulda. Herzstück des Schlussabschnitts ist der 1,61 Kilometer lange Tunnel durch die Ortslage von Neuhof, der Tunnel Neuhof. Dabei handelt es sich um eine Einhausung, die nicht bergmännisch gegraben, sondern in offener Bauweise in einer Schneise errichtet und anschließend komplett mit Erde bedeckt wurde. Die Bahnlinie ist oberirdisch geblieben, wurde aber eng an den Autobahntunnel herangebaut.
Bis zur vollständigen Fertigstellung der Autobahn zwischen Schlüchtern und Fulda wurde der Verkehr über die verbliebenen Teilstücke der ehemaligen Bundesstraße 40 geführt. Der durch Neuhof führende Abschnitt der B 40 wurde bis 2017 rückgebaut und renaturiert. Auf der Strecke zwischen den ehemaligen B-40-Anschlussstellen Neuhof-Nord und Fulda-Süd, die auf einem künstlichen Damm durch das Überflutungsgebiet der Fliede führt, führt nach einem Beschluss der Gemeindevertretung Neuhof ein Rad- und Fußweg entlang.

### Liste der Verkehrsfreigaben
| Abschnitt                                                      | Jahr | km      | Bemerkungen                                                                                         |
| -------------------------------------------------------------- | ---- | ------- | --------------------------------------------------------------------------------------------------- |
| AS Wiesbaden-Frauenstein – Schiersteiner Kreuz                 | 1969 | 2,7 km  | Aufstufung zur Autobahn 1972                                                                        |
| Schiersteiner Kreuz – AS Wiesbaden-Mainzer Straße              | 1963 | 3,2 km  | Gebaut als B 42, Aufstufung zur Autobahn 1972                                                       |
| AS Wiesbaden-Mainzer Straße – AS Wiesbaden-Erbenheim           | 1969 | 3,6 km  | Gebaut als B 42, Aufstufung zur Autobahn 1972                                                       |
| AS Wiesbaden-Erbenheim – AS Hofheim am Taunus                  | 1958 | 10,2 km | Zweibahniger Ausbau der um 1933 gebauten Landstraße als B 54 bis 1958, Aufstufung zur Autobahn 1965 |
| AS Hofheim am Taunus – Eschborner Dreieck                      | 1962 | 13,9 km | Zweibahniger Ausbau der um 1933 gebauten Landstraße als B 8 bis 1962, Aufstufung zur Autobahn 1965  |
| Eschborner Dreieck – AS Frankfurt-Ludwig-Landmann-Straße       | 1972 | 3,5 km  | |
| AS Frankfurt-Ludwig-Landmann-Straße – AS Frankfurt-Miquelallee | 1976 | 2,9 km  | |
| AS Frankfurt-Bergen-Enkheim – AS Hanau-West                    | 1979 | 8,5 km  | |
| AS Hanau-West – AS Erlensee                                    | 1983 | 6,0 km  | |
| AS Erlensee – Langenselbolder Dreieck                          | 1978 | 5,9 km  | Größtenteils Doppelnummerierung mit BAB 45                                                          |
| Langenselbolder Dreieck – AS Gründau-Rothenbergen              | 1984 | 5,6 km  | |
| AS Gründau-Rothenbergen – AS Gelnhausen-West                   | 1982 | 6,8 km  | |
| AS Gelnhausen-West – AS Gelnhausen-Ost                         | 1974 | 4,0 km  | |
| AS Gelnhausen-Ost – AS Bad Orb/Wächtersbach                    | 1985 | 10,7 km | |
| AS Bad Orb/Wächtersbach – prov. Anschluss Salmünster           | 1980 | 3,4 km  | |
| prov. Anschluss Salmünster – AS Bad Soden-Salmünster           | 1974 | 4,2 km  | |
| AS Bad Soden-Salmünster – AS Schlüchtern-Nord                  | 1994 | 17,3 km | |
| AS Schlüchtern-Nord – AS Neuhof-Süd                            | 2007 | 8,1 km  | |
| AS Neuhof-Süd – AS Neuhof-Nord                                 | 2014 | 3,8 km  | |
| AS Neuhof-Nord – AS Fulda-Süd                                  | 2012 | 4,0 km  | |
| AS Fulda-Süd – Fuldaer Dreieck                                 | 2003 | 2,1 km  | |

## Verkehrsaufkommen
Das westliche Teilstück der BAB 66 zwischen Wiesbaden und Frankfurt weist als typische Pendlerstrecke innerhalb der Metropolregion Frankfurt insgesamt ein hohes Verkehrsaufkommen auf. Insbesondere morgens und nachmittags bilden sich je nach Fahrtrichtung häufig Staus. Größtenteils wurde die Strecke daher auf sechs Fahrstreifen ausgebaut. Erschwerend kommen mitunter laufende Sanierungsarbeiten hinzu, etwa der noch bis mindestens Ende 2025 vorgesehene Neubau der Salzbachtalbrücke. Hier wurde der Verkehr vor Sprengung des alten Bauwerks zeitweise einstreifig an der Baustelle vorbei über das Brückenbauwerk geführt.
Der Abschnitt östlich von Frankfurt bis Hanau ist deutlich weniger befahren, was zum einen an der nicht ausreichenden Straßenanbindung am westlichen Autobahnende in Bergen-Enkheim, zum anderen am dem Verkehr angemessenen bis überdimensionierten Ausbau liegt, so ist die Strecke bereits zum großen Teil sechsstreifig gebaut worden. Es handelt sich hierbei um eine typische Pendlerstrecke, da sie Frankfurt mit den zahlreichen Gemeinden im Hanauer Raum verbindet. Auffällig ist das geringe Verkehrsaufkommen auf dem westlichsten Teilstück zwischen Frankfurt-Bergen-Enkheim und Maintal-Bischofsheim: Der Verkehr mit Ziel Frankfurt-Stadtmitte wird bereits an letztgenannter Anschlussstelle von der Autobahn herunter und entlang der B 8 (Hanauer Landstraße) geführt.
Von Hanau weiter nach Fulda nimmt der aufgrund der Pendlerströme zunächst noch relativ starke Verkehr stetig ab und es kommt östlich von Gelnhausen seltener zu Staus. Seit dem Lückenschluss bis zur BAB 7 bei Fulda im Jahr 2014 gewinnt die Strecke als Alternative zur BAB 5 jedoch immer mehr an Bedeutung.

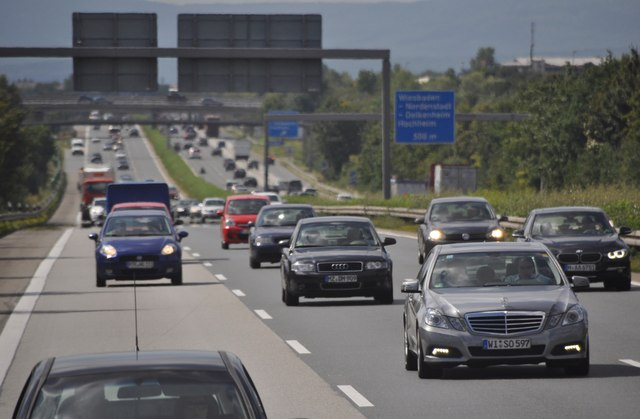
Stark befahrene BAB 66 am Wiesbadener Kreuz
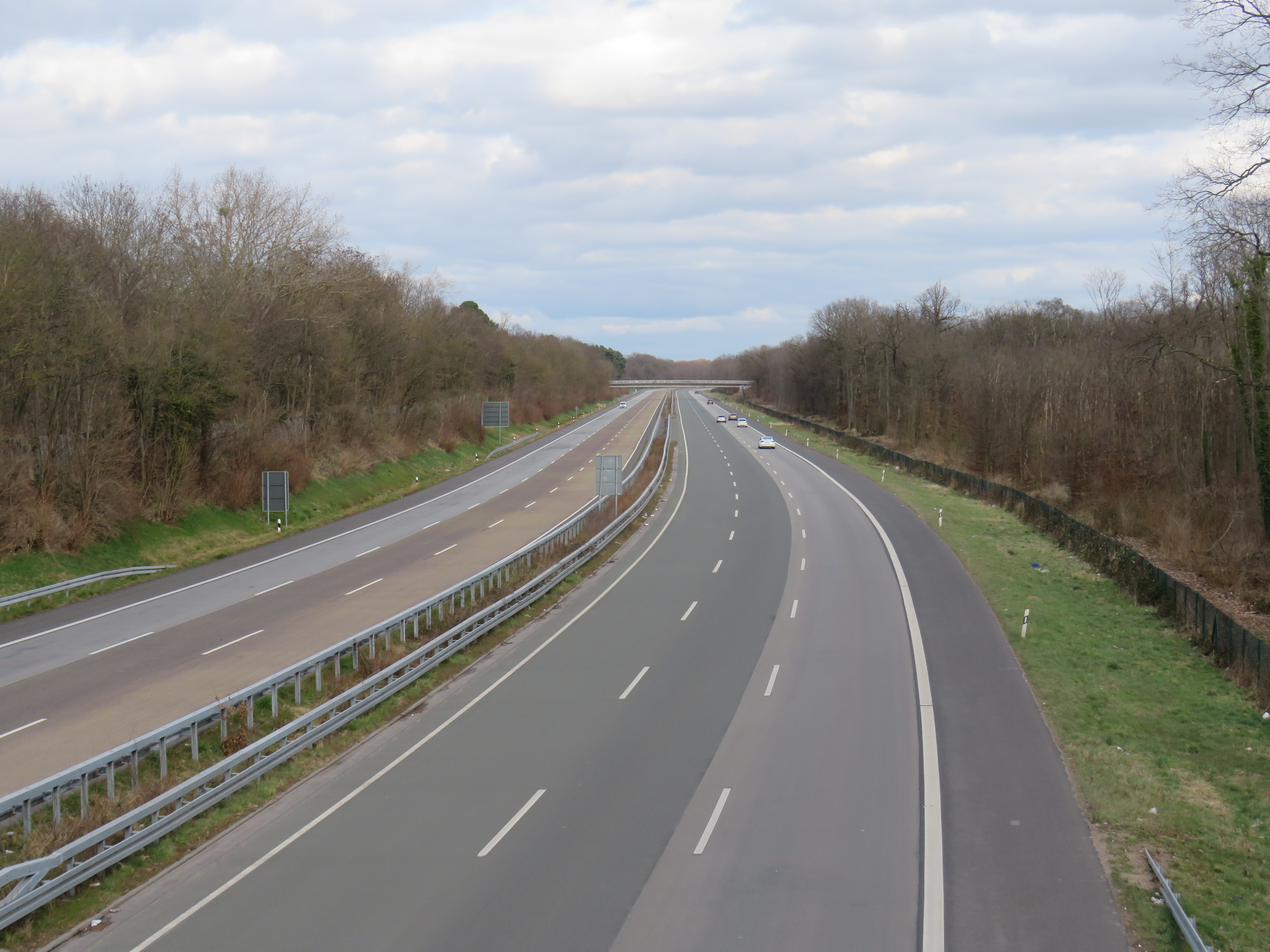
Kaum befahrene sechsstreifige BAB 66 am Autobahnende in Bergen-Enkheim. Das Foto entstand an einem Montag gegen 17 Uhr

Abschnitte mit DTV von mehr als 100.000 pro Tag
| Abschnitt                                   | DTV     |
| ------------------------------------------- | ------- |
| Wiesbaden-Erbenheim – Wiesbaden-Nordenstadt | 114.300 |
| Wiesbaden-Nordenstadt – Wallau              | 111.000 |
| Wallau – Wiesbadener Kreuz                  | 117.300 |
| Diedenbergen – Hofheim am Taunus            | 101.500 |
| Hofheim am Taunus – Hattersheim             | 105.900 |
| Hattersheim – Krifteler Dreieck             | 119.200 |
| Krifteler Dreieck – Frankfurt-Zeilsheim     | 112.700 |
| Frankfurt-Zeilsheim – Kelkheim              | 114.100 |
| Kelkheim – Frankfurt-Höchst                 | 135.200 |
| Frankfurt-Höchst – Eschborner Dreieck       | 138.200 |

## Ausbau
Das Verkehrsaufkommen zwischen Wiesbaden und Frankfurt machte schon relativ früh einen Ausbau der Autobahn auf sechs bis acht Fahrstreifen notwendig, um eine größere Kapazität für die Pendlerströme bereitzustellen. Die Ende der 1980er Jahre zunächst nur westlich des Wiesbadener Kreuzes begonnenen Arbeiten wurden erst 2006 im Bereich zwischen Kriftel und dem Wiesbadener Kreuz vollendet, sodass zwischen der Anschlussstellen Wiesbaden-Erbenheim und dem Eschborner Dreieck durchgehend sechs Fahrstreifen bestehen – mit Ausnahme der nach wie vor vierstreifigen Hauptfahrbahn im Wiesbadener Kreuz. Östlich von Frankfurt ist die Autobahn meist vierstreifig ausgeführt, nur zwischen Frankfurt und Hanau abschnittsweise sechsstreifig und auf der gemeinsamen Trasse mit der BAB 45 achtstreifig. Durch den Lückenschluss bis Fulda wird eine weitere Zunahme des Verkehrs erwartet.

### Sechsstreifiger Ausbau Wiesbaden–Frankfurt
Das Teilstück zwischen der Anschlussstelle Wiesbaden-Erbenheim und dem Wiesbadener Kreuz wurde in zwei Teilabschnitten von vier auf sechs Fahrstreifen erweitert. Der östliche Teilabschnitt von der Anschlussstelle Wiesbaden-Nordenstadt bis zum Wiesbadener Kreuz wurde dabei bis 1991 fertiggestellt, der zweite Abschnitt zwischen Erbenheim und Nordenstadt folgte von 1991 bis 1993.
Auf der 8,4 km langen Strecke zwischen dem Wiesbadener Kreuz und dem Krifteler Dreieck begannen die Ausbauarbeiten im Juli 2004, nachdem im März 2004 der Planfeststellungsbeschluss erging. Der Entscheidung der Bundesregierung, keine Mittel für den Ausbau der Strecke vor der Fußball-Weltmeisterschaft 2006 freizugeben, folgte politischer Druck seitens der hessischen Landesregierung, sodass ein Baubeginn mit einer vorgesehenen Bauzeit von vier Jahren und Fertigstellung im Jahr 2008 vorgesehen war. Zur WM 2006 sollte der Abschnitt bereits größtenteils sechsstreifig befahrbar sein – sie galt mit über 100.000 Fahrzeugen pro Tag als eins der am stärksten befahrenen vierstreifigen Autobahnteilstücke in Deutschland.
Im Zuge des Ausbaus entstand außerdem eine neue Anschlussstelle bei Hattersheim, die Tankstellen bei Weilbach wurden in eine Rastanlage mit größeren Parkplätzen umgebaut, wofür zwei kleinere Rastplätze mit Kiosk bei Hattersheim aufgegeben wurden. Auch wurde der Lärmschutz verbessert, indem die Autobahn abschnittsweise tiefergelegt und Lärmschutzwände installiert wurden. Am Wiesbadener Kreuz entstanden die ersten Anlagen eines neuentwickelten Verkehrsleitsystems, den sogenannten Dynamischen Wegweiser mit integrierten Stauinformationen (dWiSta), die den Autofahrern per LED-Display Informationen über Verkehrsbehinderungen und mögliche Umleitungen anzeigen. Das System wird mittlerweile in ganz Deutschland eingesetzt.
Ein erstes ausgebautes Teilstück wurde im November 2005 zwischen dem Wiesbadener Kreuz und Hofheim fertiggestellt werden, allerdings nur in Fahrtrichtung Frankfurt. Rechtzeitig vor Beginn der Fußball-Weltmeisterschaft 2006 konnte der sechsstreifige Ausbau doch noch fertiggestellt werden. Die Eröffnungsfeier fand am 6. Juni 2006 statt. Abgeschlossen wurde der Ausbau am 22. Dezember 2008 mit der Erweiterung der Hauptfahrbahn im Krifteler Dreieck.
Der mit fast 140.000 Fahrzeugen täglich stärkstbefahrene Abschnitt der A 66 von Frankfurt-Höchst bis zum Eschborner Dreieck ist achtstreifig und gehört zu den meistbefahrenen Autobahnabschnitten in ganz Deutschland.

### Verbindung mit der BAB661 (Riederwaldtunnel)

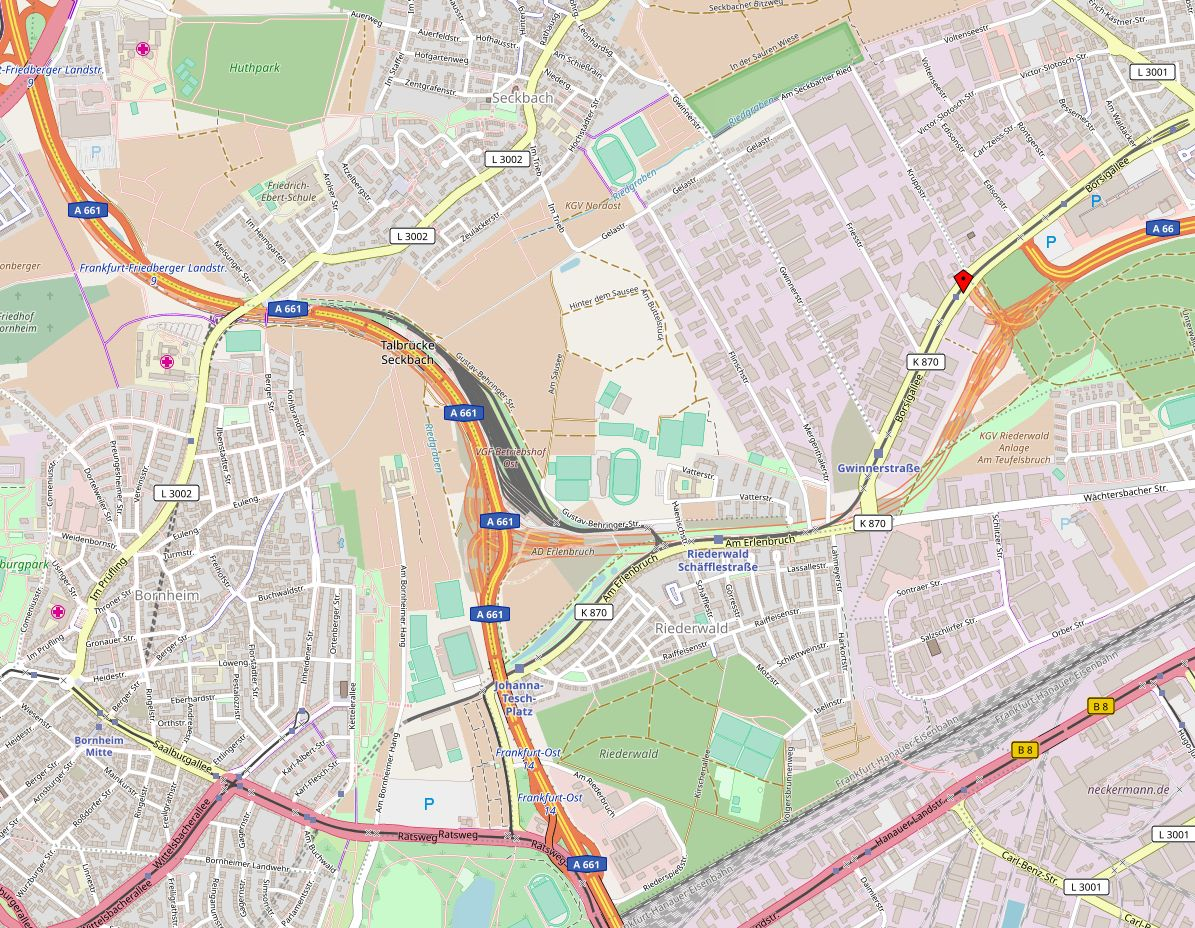
Geplanter Lückenschluss mit Riederwaldtunnel

Die Autobahn wird nach dem Ende an der Miquelallee erst wieder im Osten der Stadt, an der Anschlussstelle Frankfurt-Bergen-Enkheim, fortgeführt. Diese provisorische Anschlussstelle befindet sich direkt vor dem Hessen-Center im Enkheimer Gewerbegebiet. Die Anbindung des nach Hanau bzw. Fulda weiterführenden Abschnitts an die BAB 661 ist trotz der Entfernung von nur wenigen Kilometern seit Jahrzehnten ein Streitthema. Die Straßen Borsigallee und Am Erlenbruch, die das Ende der BAB 66 mit der Anschlussstelle Frankfurt-Ost der BAB 661 verbinden, sind stark belastet und führen direkt an den Wohngebieten des Stadtteils Riederwald vorbei.
Die 1971 abgeschlossene Linienfindung bezog sich nur auf den Abschnitt östlich von Bergen-Enkheim. Für den Weiterbau nach Westen wurden bis 1979 – damals wurde der Abschnitt von Bergen-Enkheim bis Hanau fertiggestellt – mehrere Trassenvorschläge eingereicht. Die als Eisenbahntrasse bezeichnete Linienführung entlang der Bahnstrecke Frankfurt–Hanau galt als nicht realisierbar. Die als Ersatz vorgesehene Hochstraße unterhalb des Bornheimer Hangs konnte sich aufgrund der Wohnbebauung nicht durchsetzen, weshalb man sich auf die ebenfalls eingereichten Tunnelplanungen konzentrierte. Das 1979 abgeschlossene Linienbestimmungsverfahren für die Erlenbruch-Trasse markierte jedoch nur den Anfang für weitere Probleme bei der Detailplanung. Statt der erst geplanten 670 m wurde aufgrund neuer Immissionsvorgaben die Tunnellänge auf 1100 m verlängert. Schließlich wurde 1989 das Planfeststellungsverfahren für den Weiterbau zur – damals in diesem Bereich noch in der Planung bzw. im Bau befindlichen – BAB 661 eröffnet.
Nach über 35 Jahren Planungszeit wurde am 6. Februar 2007 der Planfeststellungsbeschluss für die Tunneltrasse erlassen und gleich darauf aufgrund befürchteter mangelnder Lärmschutzeinrichtungen beklagt. Ein symbolischer erster Spatenstich fand dennoch am 23. September 2009 statt, obwohl bekannt war, dass aufgrund der Klagen der eigentliche Bau frühestens 2011 beginnen konnte. Da der Beschluss dem Sofortvollzug unterliegt, konnte zu diesem Zeitpunkt bereits mit den nicht beklagten Abschnitten des Vorhabens begonnen werden. Neben dem Tunnel entsteht eine neue Anschlussstelle südwestlich des bestehenden Autobahnbeginns an der Borsigallee und ein Autobahndreieck an der BAB 661, die darüber hinaus sechsspurig ausgebaut und um eine zweite Richtungsfahrbahn erweitert wird.
Eine Kampfmittelräumung im Bereich des zukünftigen Tunnels wurde im Sommer 2012 durchgeführt. Mit dem Bau des Autobahndreiecks, an dem die BAB 66 in die BAB 661 münden wird (Arbeitstitel: Autobahndreieck Erlenbruch), wurde Anfang 2014 begonnen. Der Bau dieses in drei Ebenen errichteten Knotenpunkts war aufgrund des hohen Grundwasserspiegels sehr aufwändig, das Dreieck wurde nach rund fünf Jahren im Juli 2019 baulich fertiggestellt. Die BAB 661 wurde Anfang 2021 von der provisorischen Bauumfahrung wieder auf die eigentliche Trasse zurückverlegt, womit der Verkehr mittlerweile die oberste Ebene des Dreiecks nutzt. Die fertiggestellten Rampen werden erst nach Inbetriebnahme des Riederwaldtunnels dem Verkehr übergeben werden.

## Planungen

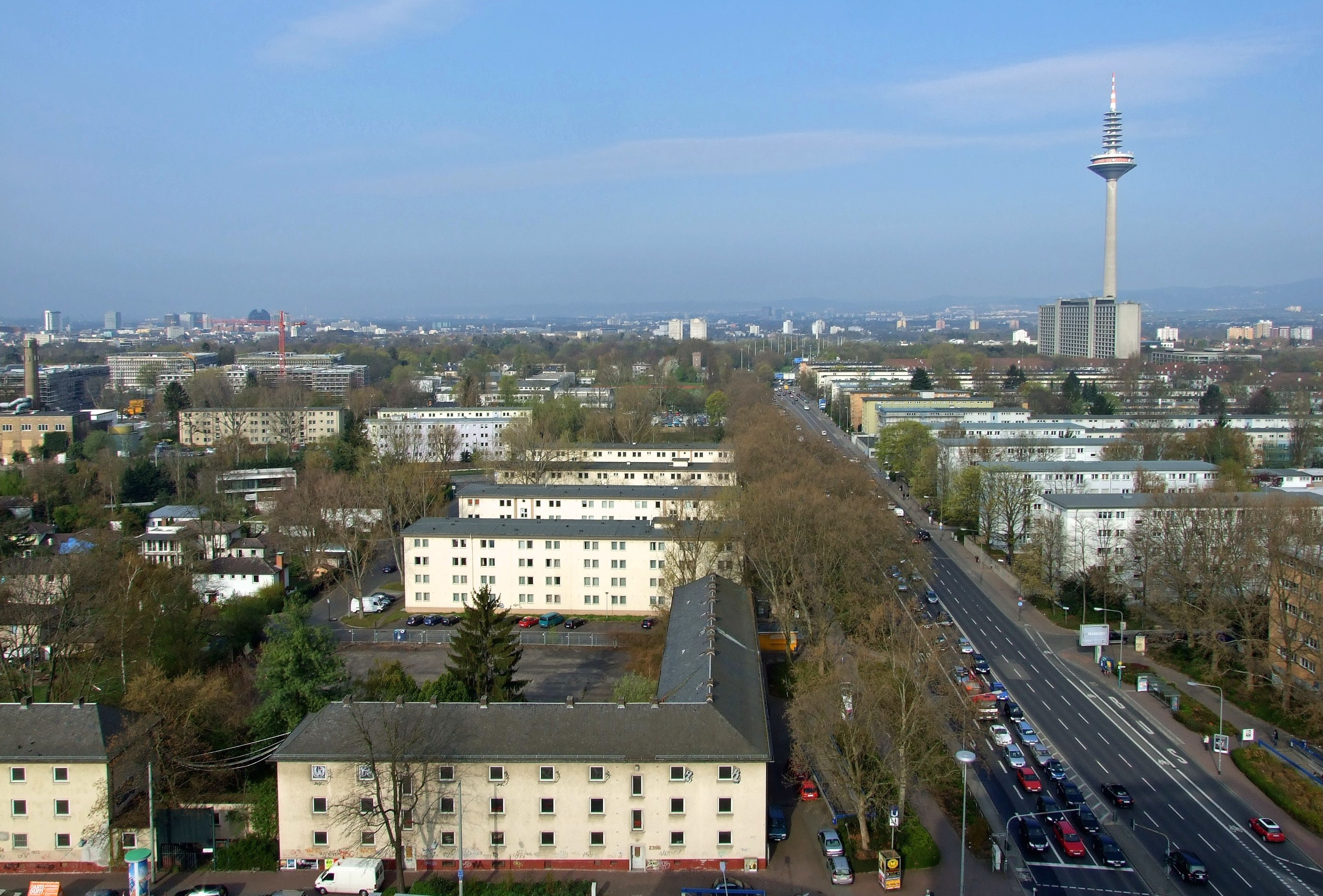
Autobahnende an der Miquelallee

### Lücke in Frankfurt am Main
Die Autobahn 66 wird in Frankfurt am Main unterbrochen. Der westliche Streckenabschnitt endet an der Anschlussstelle Miquelallee (Miquelknoten) im Frankfurter Alleenring, auf Höhe der Zentrale der Deutschen Bundesbank. Bereits seit den 1950er Jahren war ein Tunnel durch die Stadt in Planung, dessen Realisierung immer wieder verschoben wurde. Bereits 1966 entstand ein kurzes Stück dieses Tunnels als Bauvorleistung mit dem Bau der U-Bahn an der Station Miquel-/Adickesallee. Dieses Stück beinhaltet eine sechsstreifige Straße und eine Busbucht auf beiden Seiten. Zurzeit ist es als Fußgängertunnel in Betrieb.
Nach der 1980 festgestellten Planung sollte der 2800 Meter lange Alleentunnel vom Anschluss Miquelallee unter der Adickesallee über den neu zu bauenden Anschluss Nibelungenallee und weiter unter der Rat-Beil-Straße bis zum ebenfalls neuen Anschluss Friedberger Landstraße/Rat-Beil-Straße verlaufen. Von dort führt die oberirdische Alleenspange durch Kleingartengelände nördlich von Bornheim zum Seckbacher Dreieck, der Verbindung mit der A 661. Die Stadt Frankfurt hat die Pläne bereits im Jahr 2005 aufgegeben, das Land Hessen hat am 19. November 2013 bekanntgegeben, die Planungen ebenfalls nicht mehr zu verfolgen und den Tunnel nicht mehr für die Aufnahme in den Bundesverkehrswegeplan zu melden. Da damit auch das bisherige Bebauungsverbot der geplanten Trasse entfallen wird, ist eine Realisierung des Tunnels und damit der Lückenschluss als in seiner ursprünglich geplanten Form nicht mehr durchführbar anzusehen.

### Geplanter Weiterbau von Fulda nach Meiningen
In der Vergangenheit war geplant, ab der A-7-Anschlussstelle Fulda-Mitte eine Autobahn durch die Rhön über Hofbieber, Schwarzbach, Tann, Kaltennordheim, Oberkatz, Herpf und Walldorf mit Werraquerung und nördlicher Umgehung von Meiningen bis zur Anschlussstelle Meiningen Nord der A 71 zu errichten. In diesem Korridor war dann später stattdessen die zweistreifige B 87n geplant („Rhöntrasse“). Die Straße sollte weitestgehend durch einen ortsdurchfahrtsfreien Ausbau der bereits bestehenden Landesstraße L 3174 (Hessen) bzw. L 1124 (Thüringen) erreicht werden. Die Planungen sorgten für jahrelange Auseinandersetzungen in der betroffenen Region, besonders wegen der naturschutzrechtlich komplizierten Querung des Biosphärenreservats Rhön. Unter ausdrücklichem Verweis auf die Widerstände in der Region erklärte das hessische Verkehrsministerium Ende November 2013, man werde die Planungen für die B87n nicht weiter verfolgen. Damit hat sich das Projekt auch auf Thüringer Seite erledigt.
In Zukunft wird daher mit dem Bau der geplanten Anschlussstelle Gersfeld/Döllbach (A 7) die Bundesstraße 279 als Verbindung der Relation Fulda-Meiningen deutlich an Bedeutung gewinnen.

### Bestandsstrecke
Für den 5,8 km langen Abschnitt vom Autobahnkreuz Wiesbaden-Schierstein bis zum Wiesbadener Kreuz sieht der neue Bundesverkehrswegeplan 2030 einen Ausbau im Vordringlichen Bedarf vor. Der Abschnitt westlich der AS Erbenheim soll dabei sechsstreifig, der Abschnitt östlich Erbenheim achtstreifig ausgebaut werden.
Ein achtstreifiger Ausbau zwischen Wiesbadener Kreuz und Nordwestkreuz Frankfurt ist in den Weiteren Bedarf mit Planungsrecht, zwischen Nordwestkreuz Frankfurt und Frankfurt-Miquelallee in den Weiteren Bedarf eingestuft worden.

## Notrufe
2013 gab es mit 19,8 Notrufen pro Kilometer die meisten Meldungen auf einer deutschen Autobahn. Auf der A 542 wurden hingegen nur 0,2 Notrufe verzeichnet.